# Pierre Abélard
Abélard, Abailard, ou encore Abeilard (en latin : Abaelardus), Pierre (en latin : Petrus) en religion (né en 1079 au Pallet près de Nantes - mort le 21 avril 1142, au prieuré Saint-Marcel près de Chalon-sur-Saône), est un philosophe, dialecticien et théologien chrétien français, père de la scolastique, inventeur du conceptualisme, poète, compositeur et époux d'Héloïse.
Né dans une famille de souche poitevine établie dans le duché de Bretagne, il a été abbé de Rhuys mais a exercé principalement dans ce qui est l'Île-de-France actuelle comme professeur appointé par des familles aristocratiques et comme compositeur de chansons pour goliards. Sa renommée à travers tout l'Occident, en tant que penseur à la fois rigoureux et non conformiste, s'est consolidée en un phénomène social du début du XIIe siècle qui aboutira à l'extension du statut de clerc à l'ensemble du corps enseignant et étudiant.
Auteur latin, entre autres, du Sic et non, qui a été le premier ouvrage à être diffusé de son vivant à un large public non spécialisé, il est aussi l'un des principaux acteurs du renouveau des arts du langage au sortir d'un haut Moyen Âge carolingien entrant dans la réforme grégorienne. Il est le premier, au sein des écoles cathédrales, à promouvoir les études aristotéliciennes et fonde en 1110 à Sainte Geneviève le premier collège qui, préfigurant l'Université, échappe à l'autorité épiscopale. Il se fait moine en 1119 à Saint-Denis, mais voit en 1121, au concile de Soissons, son cours Théologie du souverain bien dénoncé pour sabellianisme et livré à un autodafé. Élaboré à partir de 1125, son traité d'éthique Connais-toi toi-même inaugure le droit moderne en fondant la notion de culpabilité non plus uniquement sur l'acte commis, mais sur l’intention. Apologiste de la femme et partisan de son éducation, il fonde en 1131 en Champagne la première abbaye qui suive une règle spécifiquement féminine, le Paraclet, refuge de femmes savantes pour lesquelles il produit un important corpus de musique liturgique. En 1140, sa Théologie pour les étudiants fait l'objet d'une seconde condamnation pour hérésie au concile de Sens.
Instrument de propagande au gré des disgrâces du second personnage de l'État, le chancelier Étienne de Garlande, Abélard, protégé du rival des Capétiens, le comte de Champagne Thibaut IV de Blois, a été un objet de gloire et de scandale, plus encore à l'occasion d'un fait divers, soit la castration dont il a été victime en 1117, qui a motivé la rédaction de la première autobiographie où le récit subjectif et le romanesque l'emportent sur le didactique et l'édification : Histoire de mes malheurs. Sa liaison, entamée en 1113 avec celle qui deviendra la mère de son fils Astralabe, Héloïse, annonçant le modèle de l'amour courtois, est devenue un mythe fondateur de l'amour libre et les lettres échangées par le couple, Lettres des deux amants et Lettres d'Abélard et d'Héloïse, un monument de la littérature, où la liberté du propos intime est servie par un style étonnamment moderne. Le 16 juin 1817, les restes de la nonne amoureuse et de son époux moine sont transférés au cimetière du Père-Lachaise (division 7),, où leur mausolée se visite.

## Biographie

### Années de formation

#### Enfance d'un chevalier (1079–1092)
Pierre Abélard naît en 1079 dans une famille noble dont toute la fortune, selon la coutume de Bretagne, appartient à la femme. Il n'est pas établi cependant qu'il soit né gentilhomme.
En effet, son père, Béranger, né vers 1055, est un « homme d'armes » poitevin qui s'est mis au service du comte de Nantes Mathias II de Bretagne, frère cadet du duc Alain IV de Bretagne et oncle du futur Conan III de Bretagne. Il a épousé Lucie, l'héritière d'un autre vassal du comte, Daniel, seigneur du Pallet,, qui est une place poitevine aux frontières des Mauges et des Tiffauges passée dans la mouvance de la nouvelle dynastie bretonne par un traité signé en 942 entre Alain Barbetorte et Guillaume III d'Aquitaine. Devenu baillistre du Pallet à la mort de son beau-père, il ne possède donc rien par lui-même, sinon par une délégation expresse accordée par sa femme. Son métier est de commander cette garnison dotée d'un donjon qui, au centre et en retrait d'un dispositif comprenant les forteresses de Machecoul, La Bénâte, Clisson, Oudon et Ancenis, garde la capitale du duché au sud de la Loire face aux châteaux forts poitevins de Montaigu, Tiffauges et Champtoceaux.
Béranger, qui appartient à la génération des enfants des conquérants de l'Angleterre et a été nourri de leur légende, est un chevalier qui aspire lui-même à une vie d'art et de lettres, très vraisemblablement parce qu'il a eu l'occasion d'entendre les bardes bretons et d'assister à la cour du duc d'Aquitaine Guillaume IX d'Aquitaine à l'éclosion de l'art des troubadours, à commencer par le premier d'entre eux, le jeune comte de Poitiers lui-même. Âgé de huit ans de plus qu'Abélard, ce prince inaugure une nouvelle époque de la chevalerie où se développera, dans le domaine littéraire et musical, la notion très nouvelle d'amour courtois. Béranger réalisera son ambition par procuration et, chose remarquable, participe à l'éducation de ses enfants. Aussi acceptera-t-il qu'Abélard récuse son droit d'aînesse et renonce à lui succéder dans la chevalerie. Formés à l'escrime et à la cavalerie, ses fils apprennent également la lecture, la grammaire, le latin et, comme les enfants des nombreuses maîtrises réparties alors en Occident, la musique. Abélard grandit dans un milieu roman, « franceis » (les deux termes sont alors employés indifféremment pour désigner l'ancien français, qui rassemble l'ensemble des dialectes d'Oïl). Le breton, lui, est une langue étrangère.
Grâce à l'importance de son rôle militaire, Béranger est élevé à la cour du duc Alain IV de Bretagne, et entre suffisamment dans la familiarité du duc pour qu'Abélard soit choisi en 1118 pour être de sa suite personnelle quand Béranger prend sa retraite monastique à l'abbaye de Redon. La connivence entre les hommes doit alors être grande puisqu'elle se double de celle qu'ont nouée entre elles leurs femmes respectives. C'est en effet simultanément que Lucie et la duchesse Ermengarde d'Anjou se retireront dans la nouvelle abbaye de Fontevrault. Le père et la mère d'Abélard réaliseront à cet égard l'idéal chrétien de finir sa vie comme moine ou nonne.
Abélard est l'aîné de trois frères et une sœur. Raoul relèvera l'office militaire récusé par son aîné. Porchaire deviendra un chanoine influent du chapitre de Nantes. Dagobert n'est pas connu par ailleurs. Denyse élèvera son neveu Astralabe, le fils d'Héloïse, avec ses propres enfants.

#### Étudiant itinérant (1093–1100)
Élevé dans un milieu lettré et moderne, Abélard est confié vers l'âge de onze ans à l'École de Chartres pour suivre avec les adolescents de son âge le trivium. Il poursuit ces études en rejoignant les étudiants de Roscelin de Compiègne, considéré comme le fondateur du nominalisme, à Loches, où il arrive entre 1093 et 1095 et qu'il quitte au plus tard en 1099. Il écoute probablement d'autres maîtres exerçant dans la vallée de la Loire, notamment à Angers et Tours, et rencontre des auteurs influents, tels Marbode, évêque de Rennes, ou Baudri de Bourgueil, abbé de Bourgueil, sinon des personnes de leur entourage.
Abélard a vingt ans quand les premiers croisés prennent Jérusalem. Avec l'agrément de son père, il a renoncé à son titre d'écuyer et au métier des armes auquel il est destiné et auquel il a, enfant, été formé.
Il se rend à Paris vers 1100 pour y suivre l'enseignement de Guillaume de Champeaux, archidiacre du chapitre cathédral de Paris et écolâtre de l'École du Cloître, avec lequel il rompt de façon fracassante en 1108 à cause de sa réputation de dialecticien qui dépassait désormais celle de son maître. Comme Rouen et Provins, la ville connaît au lendemain de la première croisade un essor économique et démographique. Abélard y trouve une jeunesse effervescente, les goliards, qui découvrent la Logica nova, échappent à la condition familiale, fuient le destin guerrier de la noblesse et réinventent le monde. Lui-même est un jeune chevalier au physique séduisant, célibataire qui a fait le choix de ne pas encombrer sa carrière d'un mariage et d'une paternité.

### Professeur de dialectique

#### Écolâtre de Melun puis de Corbeil (1101–1107)

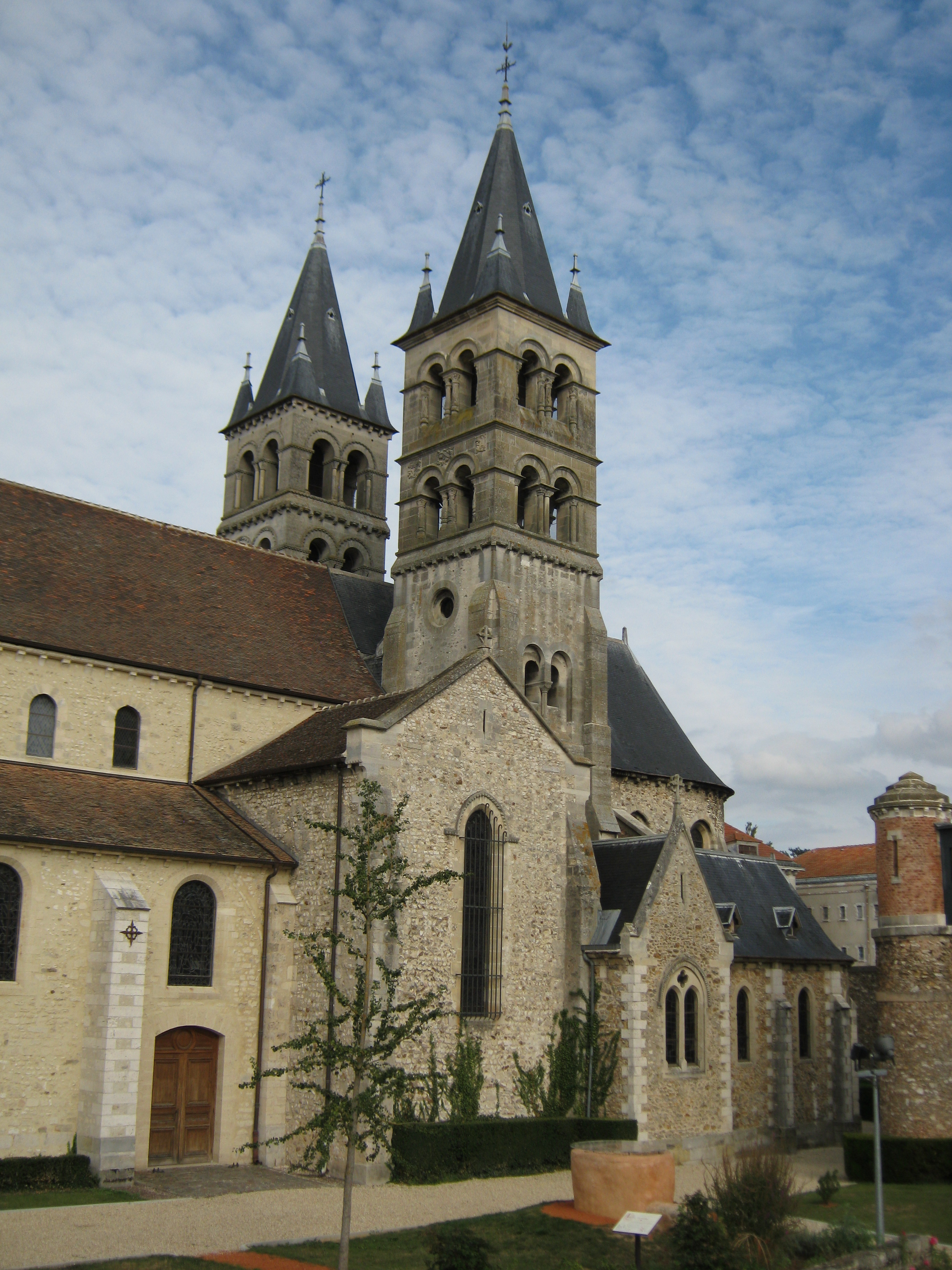
Élevée soixante-dix ans plus tôt, la collégiale romane à laquelle était attaché Abélard, dépendait avec Melun des comtes de Corbeil.

En 1101, il obtient le poste d'écolâtre de Melun c'est-à-dire de maître des écoles du chapitre de la collégiale Notre-Dame, chargé d'enseigner et d'organiser l'enseignement, en général avec des étudiants avancés capables d'aider les plus jeunes. En 1104, il est affecté à Corbeil, qui, sous la direction des seigneurs Baudoin de Corbeil, est une ville en plein essor.
Ces sept années d'enseignement sous la protection des comtes de Corbeil sont la période la plus stable de la vie d'Abélard et le poste qu'il a tenu le plus longtemps. C'est là qu'il élabore son enseignement et noue les alliances qui guideront sa carrière. Hugues III du Puiset, qui entrera en conflit avec le parti capétien, est un allié d'Étienne de Garlande, lequel protégera intimement Héloïse et son époux, et un parent des Le Riche, dont une représentante éminente, Eustachie, participera étroitement avec les thibaldiens à la fondation du Paraclet.
En 1107, épuisé par une vie d'études intenses, Abélard souffre d'une dépression nerveuse (« ex immoderata studii afflictione correptus infirmitate coactus ») et prend une année sabbatique dans sa « patrie » bretonne, Le Pallet.

#### Querelles dans le Cloître de Paris (1108–1109)
En 1108, il postule au poste d'écolâtre de l'école cathédrale du Cloître de Paris que vient d'abandonner Guillaume de Champeaux pour se retirer du monde, avec ses meilleurs étudiants, dans les ruines laissées par les Normands d'une abbaye située sur les berges en face de l'île de la Cité, l'abbaye Saint-Victor. Le remplaçant en titre de Guillaume de Champeaux, Gilbert, qui est du parti moderniste que soutiennent des courtisans influents, cède sa place au professeur de vingt-neuf ans.
Cette manœuvre provoque la colère de Guillaume de Champeaux, qui a été humilié lors d'une dispute théologique à l'origine de la querelle des Universaux en défendant piètrement la thèse platonicienne du réalisme des Idées. Il préfère reprendre son poste l'année suivante plutôt que de le voir occupé par son ancien élève devenu son ennemi. Le conflit entre les deux hommes, partisans d'orientations de l'Église opposées, durera jusqu'à leur mort. Loin de se réduire à une jalousie personnelle, ce conflit est l'écho d'une lutte de pouvoir séculaire entre leurs soutiens respectifs, les Thibaldiens d'une part, grands féodaux qui seront supplantés par les Plantagenêts, et dont le réseau de domination s'étend à partir de Blois sur l'ancienne Neustrie jusqu'en Angleterre, et les Capétiens d'autre part. Favorables aux échanges marchands entre l'Angleterre et le Levant, les premiers, par l'intermédiaire d'Étienne de Garlande, soutiennent un projet libéral qu'incarne Abélard dans l'enseignement. Les seconds chercheront et obtiendront avec Suger l'appui de la papauté à l'occasion de la reprise en main des monastères et des chanoines à travers la réforme grégorienne. Chaque parti a sa cohorte de fils de familles, étudiants regroupés par clans autour d'un professeur d'un camp ou de l'autre qui viennent faire la claque lors des disputations.
Par manœuvres, Guillaume de Champeaux, en 1109, obtient la destitution de Gilbert, accusé de quelque chose d'infamant. Partant, le remplaçant en titre de Gilbert, Abélard, doit abandonner la chaire de l'école du Cloître. Il retrouve aussitôt celle de Melun.

#### Une école d'un genre nouveau (1110)

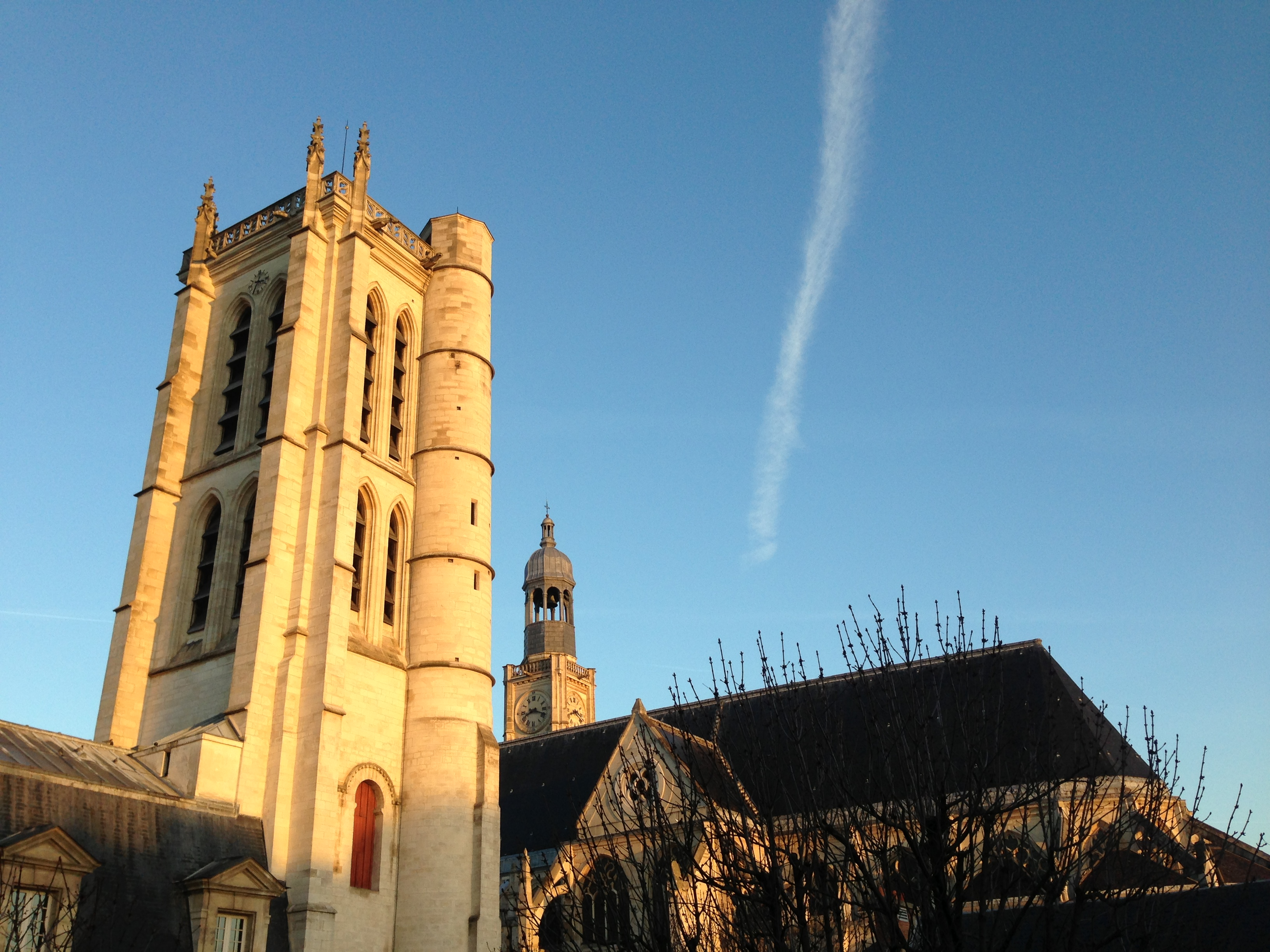
La base de la Tour Clovis est l'unique vestige de l'abbaye Sainte-Geneviève du Mont qu'a connue Abélard quand il s'y est retiré, pour attirer les étudiants. L'abbaye génovéfaine est aujourd'hui remplacée par l'église Saint-Étienne-du-Mont, le Panthéon et le Lycée Henri-IV.

En 1110, Étienne de Garlande, revenu en faveur à la cour de Louis VI le Gros, obtient le titre de doyen de l'abbaye Sainte-Geneviève de Paris. L'abbaye survit dans les ruines laissées par les Normands sur la montagne Sainte-Geneviève. Entre la cité et le « diable Vauvert », ce qui était dans l'Antiquité le forum n'est plus qu'une banlieue ensauvagée et mal fréquentée, une cour des miracles de nature à plaire à des goliards turbulents, et un lieu de liberté.
Étienne de Garlande autorise aussitôt Abélard à y fonder une école de rhétorique et de théologie, le premier collège qui échappe au contrôle quotidien de l'évêque enfermé dans l'île de la Cité. Il ne s'agit pas seulement, comme ce le sera quarante-cinq ans plus tard pour le studium de Bologne, d'un centre de formation des moines et des futurs chanoines. À la différence de Guillaume de Champeaux, qui, en contrebas à Saint-Victor a voulu deux ans plus tôt fonder un monastère et se retirer du monde, Abélard veut attirer la foule et ouvre aux laïcs, parmi les quelques génovéfains en place, un nouveau Lycée.
C'est la première fois qu'une abbaye ouvre les portes du savoir. Elle trouve là, à travers la notoriété de son enseignement, un moyen de détourner les dons de ses concurrentes et de susciter des vocations auprès d'une jeunesse fuyant l'austérité. La seule activité d'enseignement intellectuel autorisée par la règle de Saint-Benoît, c'est l'étude non critique de l'Évangile et des Pères de l'Église, le catéchisme, un acte de foi et non de science. Cet acte de libération de l'enseignement contrôlé par le chapitre cathédral préfigure l'Université, qui ne sera officialisée que quatre-vingt-dix ans plus tard.

#### Querelle des universaux (1111)
À Sainte-Geneviève, Abélard, suivi par Robert de Melun, enseigne le trivium, notamment la dialectique, pendant deux années, le temps pour lui de retrouver la gloire. Il y invente la philosophie scolastique et jouit très rapidement d'une renommée suffisante dans le monde des intellectuels pour pouvoir prétendre aux postes les plus prestigieux.
La rivalité entre l'école du Mont et l'école du Cloître donne lieu à de multiples disputations entre équipes de chaque écolâtre sur la nature conceptuelle (et non pas nominale) ou réelle des universaux. Guillaume de Champeaux, à la suite de ses précédents échecs face à Abélard, a affiné la tradition platonicienne qu'il enseigne. Il explique désormais que l'essence commune qui définit des individus n'est pas seulement d'une nature différente des singularités de chaque individu mais qu'elle en est indépendante, c'est-à-dire que les individus en tant que tels ne sont que des accidents, un effet de la corruption du monde, et que leur véritable être est en Dieu sans que cette participation à la divinité ne soit altérée par leur présence au monde. C'est la théorie de l'indifférence des universaux. Abélard ne prend les points communs entre individus qui permettent de les classer et les comprendre que pour le produit de l'intelligence humaine, parcelle du Saint-Esprit. Le modernisme du second, en accord avec les aspirations morales de la jeunesse à plus de liberté individuelle, emporte l'adhésion de celle-ci et ruine la fréquentation de l'école du Cloître.
La querelle des universaux se double de discussions voire de rivalités internes. C'est ainsi qu'Abélard, loin de se montrer dogmatique, concède à un de ses plus brillants élèves encouragés par certains, Gossuin d'Anchin, avoir commis une erreur de raisonnement,.

### Gloire et scandale

#### Voyages et rencontres (1112–1113)

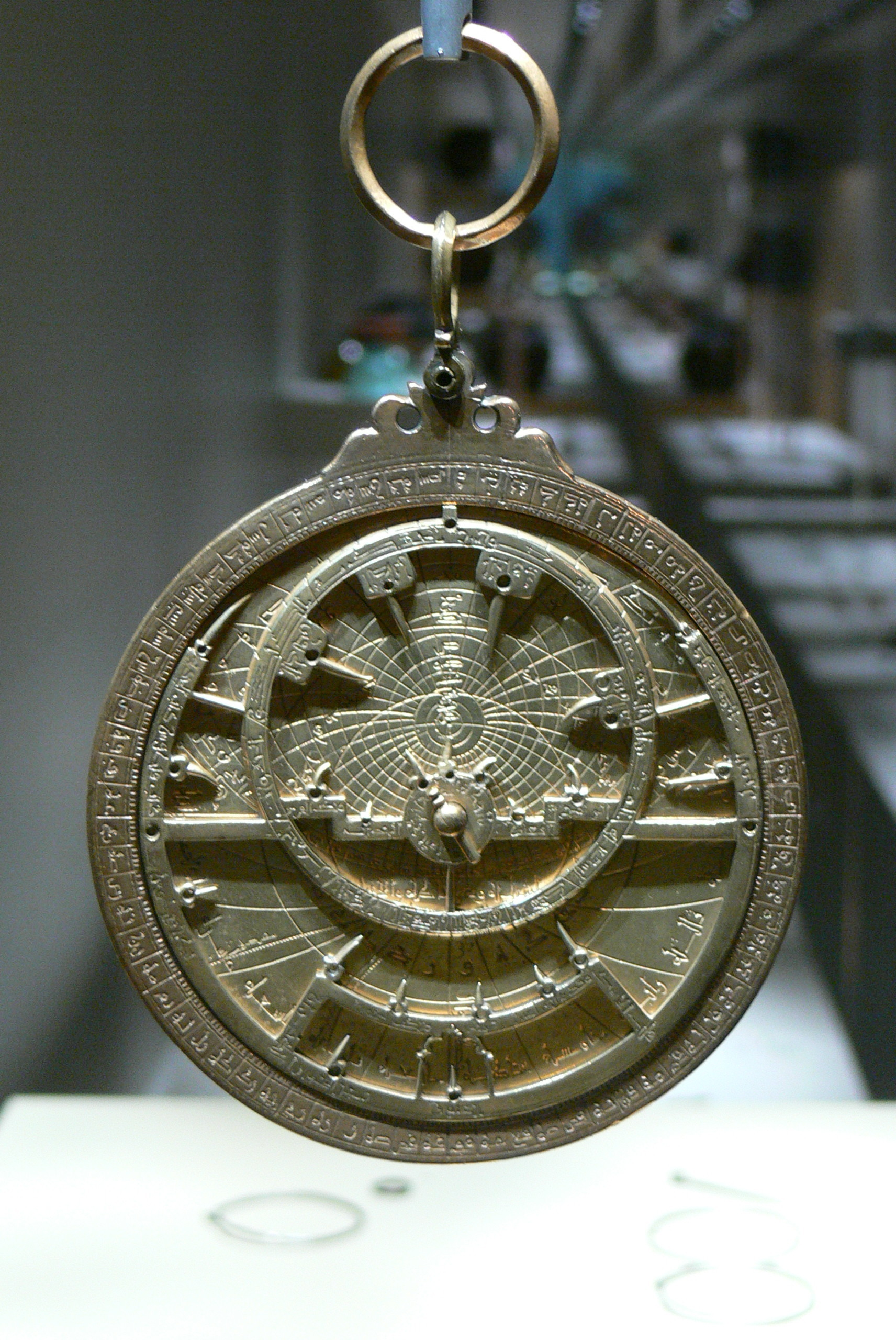
Astrolabe de Tolède datant de 1080 semblable à ceux qu'Abélard a pu étudier en 1112 à Léon auprès d'Adélard de Bath. Quatre ans après cette rencontre, le professeur de dialectique appellera son fils Astralabe.

Pour révolutionnaire que soit la démarche d'Étienne de Garlande et d'Abélard, celui-ci ne semble pas avoir conçu son école comme un projet pérenne mais simplement comme un moyen d'enrichissement rapide. En 1112, il quitte Sainte-Geneviève pour retourner au Pallet, afin d'assister à la cérémonie d'entrée dans les ordres monastiques de ses parents. Il voyage jusqu'aux frontières de l'Andalus almoravide et rencontre Adélard de Bath à Léon.
Avant de retrouver un poste, durant l'année 1113, il fait un séjour d'études à l'École de Laon auprès d'Anselme de Laon. C'est là qu'il s'initie à la théologie. Témérairement, sûr de sa technique exégétique, il va sans attendre jusqu'à s'improviser donneur de leçons dans cette matière pour laquelle il n'a pas d'habilitation. Après quelques cours accueillis avec condescendance, sa lecture directe du texte biblique crée la stupéfaction puis l'engouement, suscitant la jalousie et les manœuvres dans la coterie des deux élèves prétendant succéder à Anselme de Laon. Abélard est remercié sans égards.
À Paris comme à Laon, Abélard se fait remarquer par l'originalité de sa pensée et son caractère incommode, qui sera souvent source d'ennuis. On le compare à un « rhinocéros indompté ».

#### Romance d'Héloïse (1113–1115)

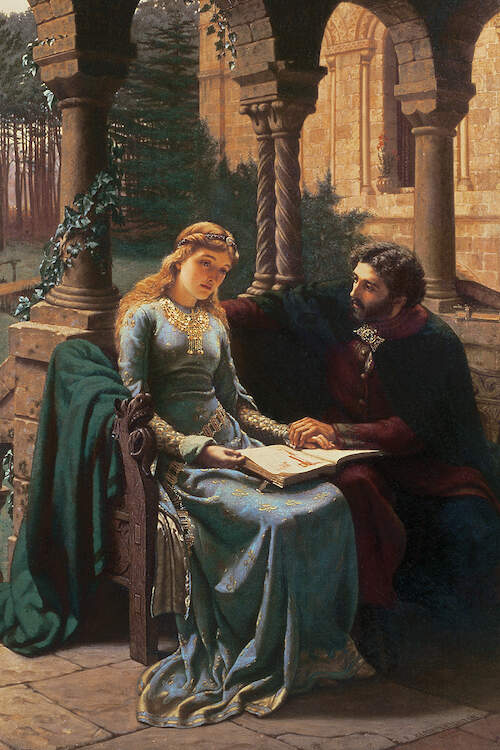
Edmund Blair Leighton, Abélard et son élève Héloïse (1882), localisation inconnue.

En 1113, Abélard obtient une seconde fois le poste d'écolâtre de l'école cathédrale du Cloître. L'enseignement moderne fait de l'entrisme. Commence alors sa fameuse aventure amoureuse avec Héloïse (vers 1092–1164), liaison tragique où l'anecdote éclipsera la pensée fondatrice d'Abélard.
Enfant illégitime issue de la plus haute noblesse, Héloïse a pour oncle Fulbert, un chanoine de la cathédrale Saint-Étienne bien en cour. Après avoir été éduquée à la pension pour jeunes filles que tiennent les bénédictines du monastère d'Argenteuil, elle a obtenu de poursuivre les études dans les arts libéraux, devenant ainsi l'unique et première étudiante dans un cursus réservé aux garçons, et réside chez Fulbert. Cette condition lui vaut une renommée qui dépasse le cadre de Paris. Avant même de rencontrer Abélard, elle est déjà une figure reconnue pour sa pratique du latin, du grec et de l'hébreu. Elle étonne par ses connaissances des auteurs antiques, qui ont été étudiés par Baudri de Bourgueil, un ami de la famille, mais restent ignorés de l'enseignement officiel.
Elle est déjà célèbre pour ses chansons reprises par les goliards quand, par défi et par libertinage, dans le but de l'ajouter à la longue liste de ses conquêtes féminines, Abélard prend pension chez Fulbert au prétexte[réf. nécessaire]de devenir le précepteur de la nièce de celui-ci, sa cadette de dix-neuf ans. S'ensuit une liaison sensuelle et intellectuelle entre le maître et sa jeune élève, où l'érudition la plus fine se mêle à la passion la plus crue. Abélard l'inonde de lettres pressantes, qu'elle prend soin de recopier avec ses propres réponses, préparant ce qui sera publié anonymement trois siècles et demi plus tard sous le titre Lettres des deux amants.

#### Paternité, mariage et castration (1116–1117)

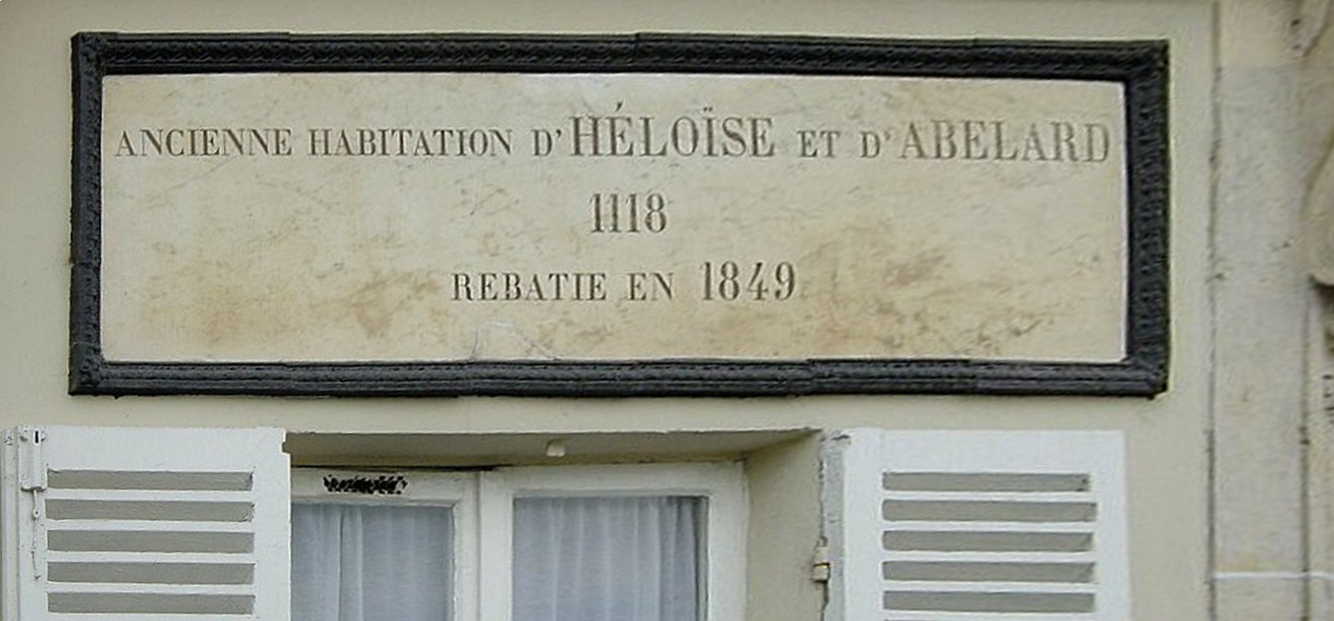
Plaque commémorative apposée 9 quai aux Fleurs à l'emplacement de l'ancien hôtel de Garlande, qui s'étendait entre la Seine et la rue Chanoinesse. C'est probablement dans l'enceinte de cette demeure du principal personnage de l'état, beaucoup plus vaste, que le mariage secret a eu lieu et qu'Abélard, chassé de chez Fulbert, a été trouvé de nuit par les hommes de main de celui-ci.

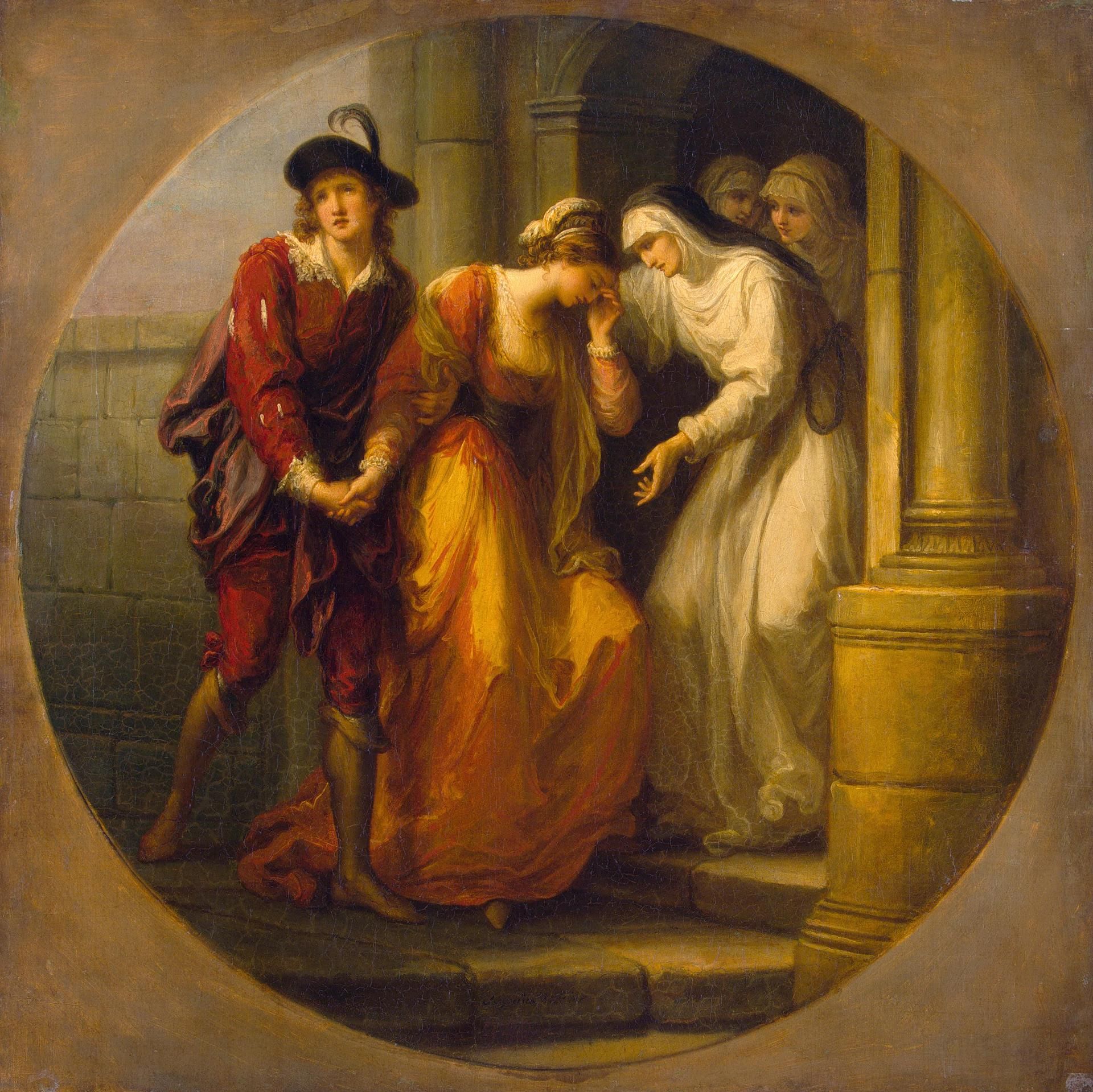
La Séparation d'Abélard et d'Héloïse, Angelica Kauffmann, avant 1780, Musée de l'Ermitage.

Le scandale éclate en deux temps. Après que Fulbert découvre les deux amants enlacés « comme Mars et Vénus », Héloïse révèle à Abélard sa grossesse. Abélard la met alors à l'abri dans sa famille, au Pallet, où elle met au monde un fils qu'ils nomment Astralabe. Pendant ce temps, à Paris, Fulbert veut obtenir réparation malgré les protestations d'Héloïse qui s'oppose au mariage dans une lettre (dont des extraits sont insérés par Abélard dans l'Historia calamitatum. L'authenticité de cette lettre d'opposition au mariage a récemment été démontrée). Abélard cède à Fulbert, et ramène Héloïse à Paris, l'enfant demeurant chez sa sœur Denise.
Afin de préserver la carrière d'enseignant d'Abélard, le mariage a lieu à l'aube, en présence de peu de témoins, et ne doit pas être rendu public. En effet, depuis la réforme grégorienne (1074–1075), les clercs doivent être célibataires, et Ives de Chartres a décrété qu'un chanoine qui se marie perd son bénéfice. Mais le chanoine Fulbert révèle le mariage au grand jour.
Abélard ayant placé Héloïse au couvent d'Argenteuil pour la protéger de son oncle, le chanoine crie à la répudiation et envoie des hommes de main pour punir Abélard. Celui-ci est émasculé en août 1117. Le scandale est énorme, car c'est une punition réservée aux adultères et aux violeurs,. De plus, rendant Abélard imparfait de corps, cette mutilation met un coup d'arrêt brutal à sa carrière ecclésiastique et, par là même, à son enseignement. S'agissant d'une vengeance privée, commise au sein même du chapitre cathédral et sur le plus illustre clerc de son temps, elle consterne tout le royaume. Les deux malfrats sont émasculés suivant la loi du talion ; on leur crève également les yeux ; Fulbert est suspendu de ses fonctions de chanoine pendant deux ans. Héloïse prend le voile à Argenteuil, et Abélard se retire comme moine à l'abbaye de Saint-Denis.

### Moine théologien

#### Écolâtre de Saint-Denis (1118–1119)
Abélard commence tardivement ses recherches en théologie, en 1113, auprès d'Anselme de Laon, mais une fois moine à l'abbaye de Saint-Denis, son succès dans l'enseignement de cette matière est aussi important qu'en logique (« dialectique »). Il rédige un cours de théologie, Theologia Summi Boni (Théologie du Souverain Bien).
Dans ses recherches à travers les bibliothèques de Saint-Denis et de Paris, il trouve chez Boèce la preuve que saint Denis de Paris honoré par ses frères n'est pas Denys l'Aréopagite qu'ils croient. Cette remise en cause par le texte d'une tradition est insupportable à l'abbé Adam. Celui-ci est cependant navré de devoir se séparer d'un professeur éminent qui confère une grande notoriété à son établissement. Un compromis est trouvé. Abélard est nommé à la tête d'un prieuré que possède l'abbaye et qui sera leur école. La tradition identifie celle-ci au prieuré Sainte-Marguerite de Maisoncelles, hypothèse renforcée par l'appartenance du lieu à un allié d'Abélard, le comte de Champagne, Thibault IV de Champagne. Celui-ci a pu faciliter la nomination.

#### Prieur de Maisoncelles (1120–1121)
De nouveau entouré d'une foule d'étudiants, Abélard a l'imprudence de réfuter brillamment le nominalisme de son ancien maître Roscelin de Compiègne, inventeur de la théorie des universaux. Celui-ci réclame une disputatio, débat public qui se résout en général par la victoire de celui qui a la claque la plus turbulente. Il importe donc que les avis favorables soient acquis d'avance. Pour cela Roscelin, relayé par ses étudiants, mène une campagne violente de dénigrement ad hominem. Déjà lui-même vilipendé par Anselme de Cantorbéry, il s'en prend au point faible de l'homme, Héloïse, en faisant circuler une lettre ouverte dans laquelle il accuse son ancien élève d'entretenir sa femme avec les honoraires de son enseignement tout en restant moine. Abélard, en mêlant condition monastique et condition maritale, troublerait l'Église. D'un débat théorique, la querelle dérive sur une question de moralité des représentants de l'Église et de leur célibat. Héloïse est insultée et est dénoncée à la fois comme une innocente victime et une fille de joie. Roscelin va jusqu'à reprocher au professeur son sceau, qui le représente formant un seul corps avec sa femme. Peut-être à cause de l'outrance de la démarche de Roscelin et de sa maladresse à vouloir faire dériver le débat plutôt que de répondre au sujet, ou tout simplement parce qu'il est mourant, il semble qu'il n'ait pas été donné suite à sa demande.
Le parti opposé, celui du réalisme des Idées platonicien que professe Guillaume de Champeaux est tout aussi remonté mais se montre plus habile. Des personnalités éminentes telles que Bernard de Clairvaux et Guillaume de Saint-Thierry, qui défendent la restauration rigoureuse de la tradition, sont heurtées par l'introduction de la théologie antique, païenne, d'Aristote dans l'étude des fondements de la Foi chrétienne. Le terme même de théologie désigne alors la seule étude de la mythologie grecque et de la genèse du monde telle que la narre Hésiode. En outre, les zélateurs de la réforme grégorienne sont gênés par un enseignement de la dialectique qui arme le raisonnement individuel et discrédite les arguments d'autorité des agents de cette réforme, les prédicateurs Prémontrés et Norbertiens. « La foi, dit Abélard, est l'opinion que l'on se fait des réalités cachées, non évidentes. » Aussi espèrent-ils faire taire Abélard non en cherchant à réfuter ses thèses sur les universaux mais en le faisant condamner sur leur propre terrain de la Doctrine. Seront déclarées hérétiques les positions théologiques et doctrinaires que professe Abélard sur la question de la trinité et de la foi. Bernard de Clairvaux provoque Abélard à une disputation entre champions des deux partis adverses qui se tiendra lors du concile de Soissons prévu pour avril 1121.
Le rendez-vous se révélera au dernier moment être une convocation devant un tribunal. Le siège s'est entendu pour déclarer que la Theologia Summi Boni, « traité de l'unité et de la trinité divines », est contraire à l'article 20 du Symbole de Sirmium de 351, et ce en dépit du fait qu'il est conforme au Symbole de Nicée (325) qui précise, sinon corrige, le précédent. Le futur saint Bernard de Clairvaux, dans un discours aussi diffluent qu'impressionnant, y met en cause l'auteur. Geoffroy de Lèves, évêque de Chartres, prend la défense de son ami et met en garde contre les divisions de l'Église auxquelles conduirait la condamnation d'un savant aussi populaire. Sous les protestations du public scandalisé, Bernard de Clairvaux obtient la clôture immédiate de la séance et une condamnation, sans débat contradictoire, de l'auteur pour sabellianisme. Abélard doit sur le champ livrer lui-même un exemplaire de sa Théologie du souverain bien à un autodafé.
Il est assigné à résidence dans le cloître Saint-Médard de Soissons, où il se retrouve sous la garde de Gossuin d'Anchin, son vainqueur d'autrefois, qui a été nommé à la direction de cet établissement pour y conduire la réforme grégorienne. Il est menacé par ce même Gossuin d'Anchin, qui exige la soumission de son ancien maître, d'être de nouveau livré à un tribunal, celui du conseil de discipline de l'ordre monastique. Rapidement parvient une missive du légat apostolique du Pape prononçant sa levée d'écrous. Les amis ont été diligents.

#### Une université aux champs (1122–1126)

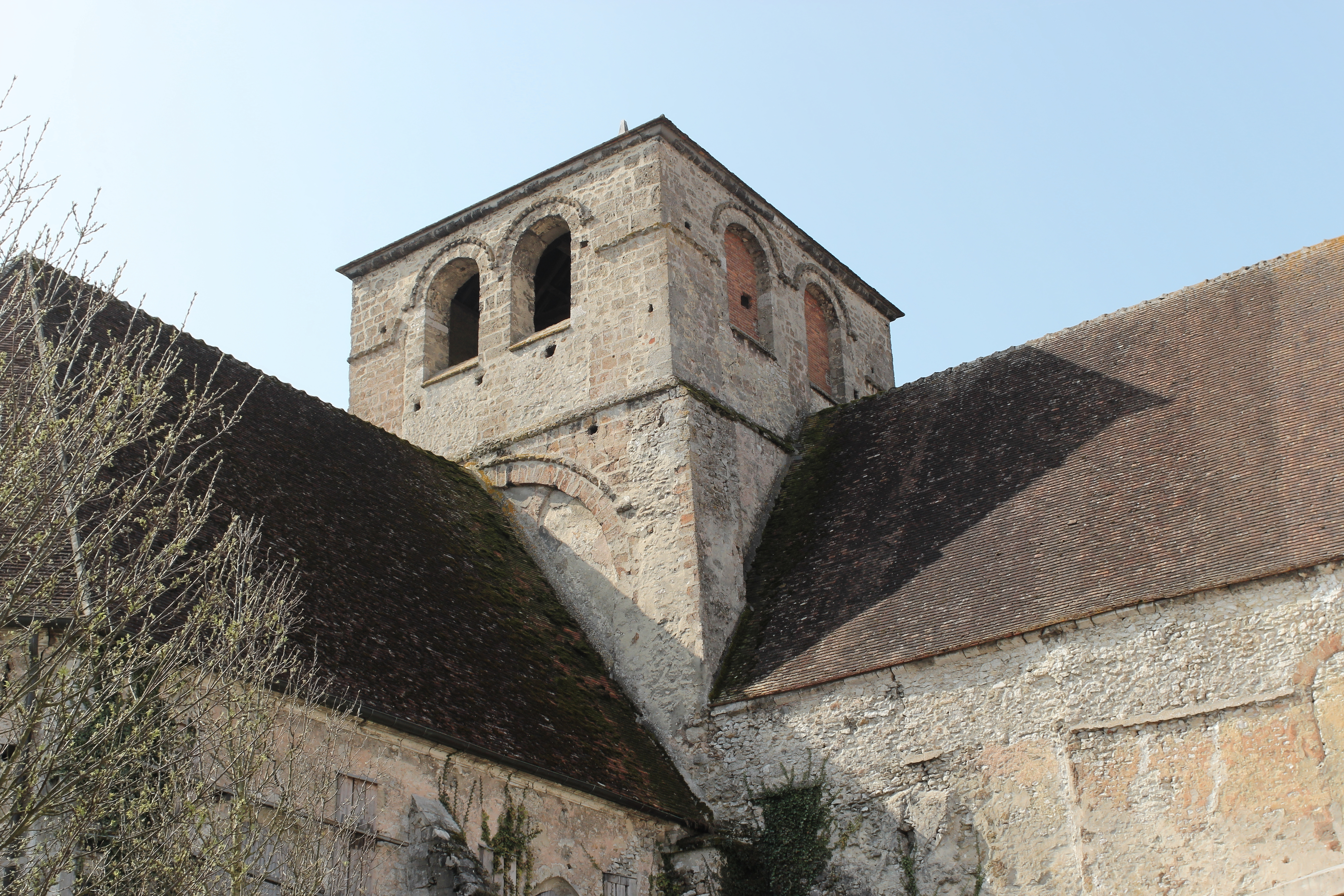
Vestige de l'église Saint-Ayoul de Provins datant de l'époque où son prieur y a donné asile à Abélard.

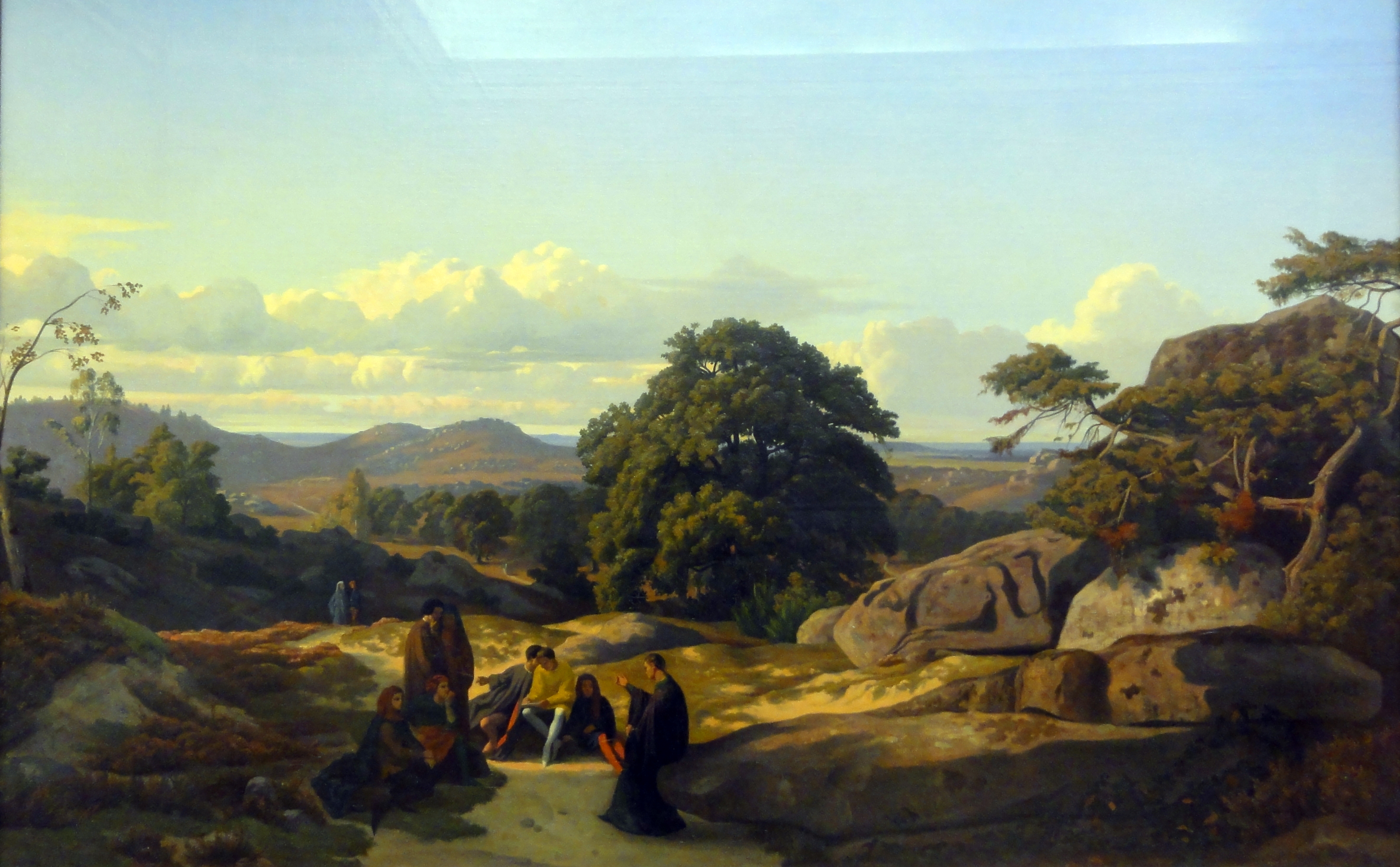
Jean-Achille Benouville, Abélard parle à ses élèves aux alentours de Melun, 1837.

Abélard réintègre l'abbaye de Saint-Denis. En proie à la haine de son abbé, Adam, il profite de la vieillesse finissante de celui-ci pour s'évader de nuit et se réfugier à Provins sous la protection de Thibaut IV de Blois, puissant comte de Champagne et frère aîné de l'héritier de Guillaume le Conquérant, le roi d'Angleterre Étienne. Il est accueilli par le prieur de l'église Saint-Ayoul de Provins, qui dépend de l'abbaye Saint-Pierre de Montier-la-Celle, dans ce qui est alors la troisième plus grande ville du Royaume de France. Celle-ci s'est enrichie par un commerce international qui donnera lieu dix ans plus tard à la première réglementation des foires de Champagne. Elle abrite trois synagogues animés par des tossafistes issus de l'école talmudique de Troyes que dirigeait Rachi vingt ans plus tôt. L'installation des juifs, banquiers non soumis à l'interdiction faite par l'Église de prêter à intérêt, a été favorisée par le comte de Champagne. Par ces financiers de la cour comtale qu'anime Adèle de Normandie, Abélard est une des rares personnes à avoir un accès direct au Tanakh et une expérience du pilpoul[réf. nécessaire].
Autour du cas Abélard, des tractations sont entamées à la cour du roi Louis VI le Gros entre Suger, remplaçant d'Adam, décédé le 19 février 1122, à la direction de l'abbaye de Saint-Denis, et Étienne de Garlande, boucher du Roi, c'est-à-dire ministre de l'Intendance, et avocat de Thibaut IV de Blois. Ce prince récupère les terres à blé qui relient géographiquement ses comtés de Troyes et de Meaux et que l'abbaye royale n'a pas eu les moyens de remettre en exploitation depuis les invasions normandes. En position de force grâce aux moyens financiers dont il dispose pour donner ces terres à concession ou à emphytéose, il en obtient de profitables contrats d'approvisionnement.
Pendant ce temps, Abélard rédige un ouvrage qui aura en quelques années un retentissement certain et sera discuté jusque dans les campagnes les plus reculées, Sic et non. C'est un exposé des réponses contradictoires de la Bible et des Pères de l'Église à cent cinquante-sept questions regardant tant l'éthique que la théologie chrétienne, la liturgie que la conduite de la vie quotidienne. Abélard a l'audace d'y ajouter les avis divergents des auteurs antiques, plaçant au même rang la pensée païenne et le point de vue des Docteurs de l'Église. Devançant les Humanistes de quatre siècles et demi, cinq cents ans avant Jean Calvin, il invite par là chacun, et non pas seulement les clercs, à se référer directement au texte et non pas seulement à la parole de prédicateurs ou d'évêques trop souvent incultes.
Au cours de la même année 1122, Abélard fonde un ermitage, près de Nogent, dans le vallon de l'Ardusson, affluent de la Seine, abrité sous une colline boisée, le mont Limars. C'est cet oratoire dédié initialement à saint Denis, qu'Héloïse consacrera en 1130 au Paraclet en souvenir de la consolation que son époux y avait trouvé et par allusion à leurs échanges secrets sur la Sainte Trinité. Aussitôt une foule d'étudiants, fils de famille séduits par le retour à la nature, l'y rejoignent et s'installent dans des cabanes. Ils se font maçons pour aménager le dortoir de leur maître de quarante-trois ans et pourvoient à tous ses besoins matériels. Plus qu'une école, une vie communautaire sans règle monastique, laïque, s'organise.

#### Abbé de Rhuys (1127–1132)

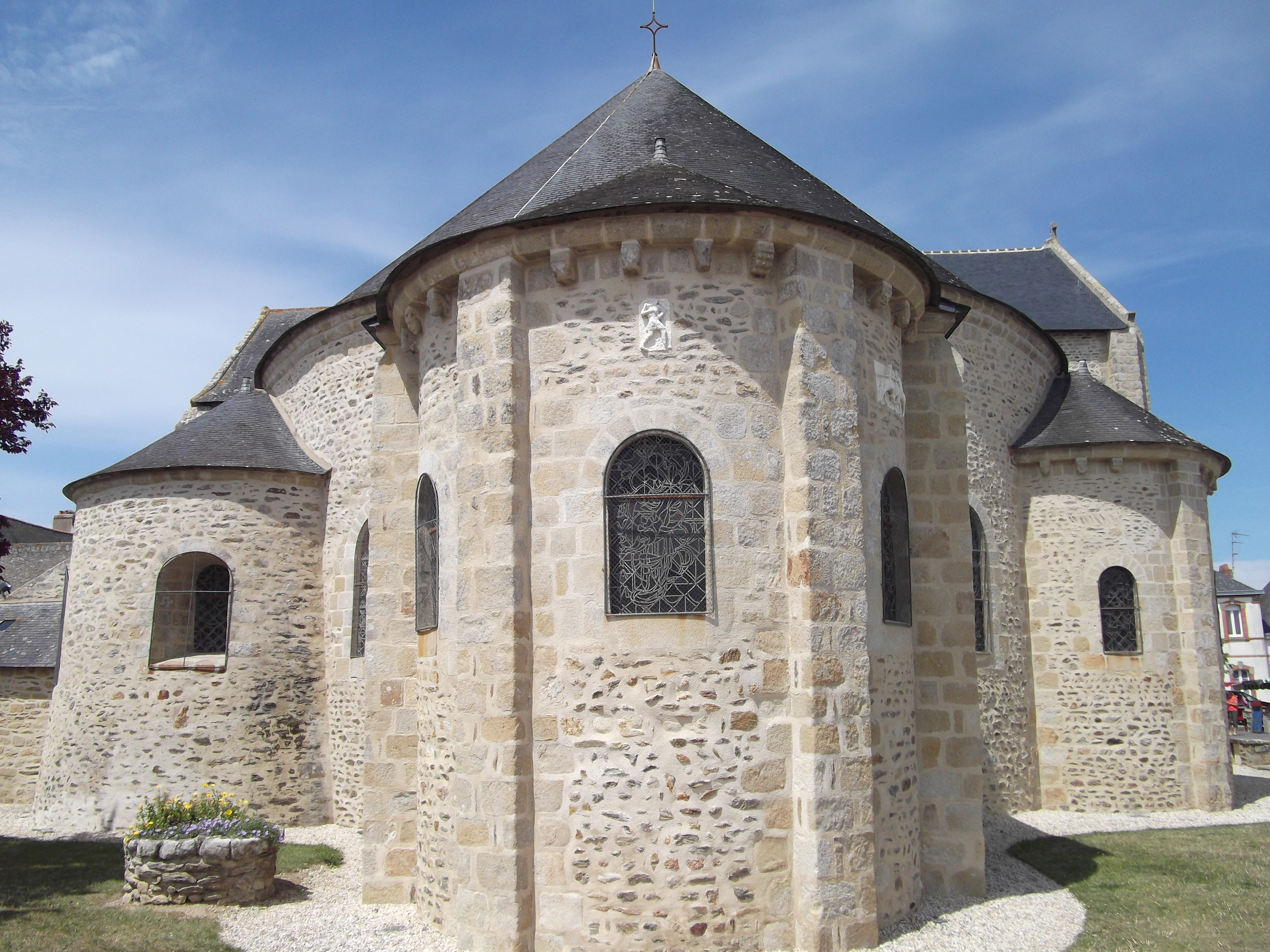
L'abbatiale de Rhuys.

Le projet d'université aux champs est critiqué par les prédicateurs cisterciens et prémontrés comme un lieu où l'enseignement de la foi est abandonné au profit de celui de la raison et en 1127, Abélard, de nouveau menacé, doit y mettre un terme. Il retourne dans sa patrie, où un poste d'abbé l'attend à Saint-Gildas de Rhuys.
Son exercice, qui dure jusqu'en 1133, se passe très mal. Un conflit ouvert avec les moines, pour lesquels le rôle d'un abbé est de mettre sa fortune au service de l'établissement et qui en l'absence d'une telle fortune se voient obligés de mener une vie commune pour survivre, dégénère en une tentative d'assassinat dirigée contre lui. Abélard doit se réfugier dans les communs.
Rejeté partout dans le royaume, ainsi que dans sa patrie d'origine, la Bretagne, il envisage de s'enfuir en Al Andalus, région qu'il a visitée vingt ans plus tôt et où il espère pouvoir profiter de la tolérance accordée aux dhimmi, quand Héloïse, elle aussi en butte aux tribulations et chassée avec ses sœurs du monastère d'Argenteuil par Suger, se tourne vers son époux légitime et lui demande assistance.
Il ne possède en propre que le terrain qui lui a été cédé au bord de l'Ardusson et lui propose de relever son ermitage. En 1132, il écrit Histoire de mes malheurs, récit autobiographique dont l'objectif est d'émouvoir et recueillir des dons qui iront à l'entreprise de sa femme provisoirement réfugiée à l'abbaye Notre-Dame d'Yerres.

### Œuvres fondatrices

#### École Sainte-Geneviève (1136–1139)
En 1136, Étienne de Garlande, de nouveau revenu en faveur à la cour du roi des Francs Louis VI le Gros après avoir une avant-dernière fois, en 1127, connu une période de disgrâce, retrouve son titre de doyen de l'abbaye de Sainte-Geneviève et y rappelle son protégé. Abélard y réédite l'expérience de 1110. Il y connaît un succès encore plus grand et passe dès lors pour l'un des philosophes les plus importants de sa génération. Son école est fréquentée par plusieurs hommes célèbres et devient un centre de formation des maîtres. Son étudiant Robert de Melun est rejoint par des auditeurs de toutes les nations, tels que Jean de Salisbury, Pierre Lombard, Gilbert de la Porrée, ou le futur pape Célestin II.

#### Moine hérétique (1140–1141)

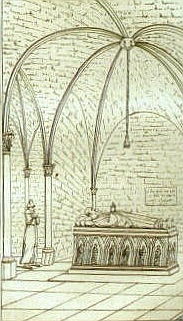
Tombeau d'Abélard érigé en 1142 au prieuré clunisien de Saint-Marcel-lès-Chalon, vidé début novembre 1144 et sécularisé le 18 octobre 1792, tel qu'il apparaissait peu avant son démontage en mars 1801.

Depuis quelques années, Guillaume de Saint-Thierry, brillant rival mais néanmoins admirateur d'Abélard qui était présent au concile de Soissons, fait circuler des textes qui veulent alerter l'Église contre le péril novateur. Il adresse à Geoffroy de Lèves, évêque de Chartres et ami d'Abélard devant servir d'intermédiaire, la réfutation de treize propositions relatives aux effets de la Grâce et du Saint-Esprit ou au péché qu'il a relevées dans la Theologia Scholarium, puis alerte Bernard de Clairvaux par lettre. Abélard répond en offrant une disputation.
Il est convenu qu'elle se tiendra au cours du concile de Sens, le lundi 26 mai 1140. Répétition un siècle plus tard de l'affaire des hérétiques d'Orléans, c'est en fait un nouveau procès qui attend Abélard, un procès sous influence organisé à l'occasion d'un déplacement du roi des Francs Louis VII le Jeune, où se joue, à travers la question de la place des clercs dans l'Église, le conflit, entre thibaldiens, protecteurs d'Héloïse et Abélard, et capétiens, conflit qui dégénère deux ans et huit mois plus tard par le massacre de Vitry perpétré par les soldats du roi Louis VII.
Comme dans l'affaire de 1121, la disputation est biaisée par le zèle de Bernard de Clairvaux. Pour éviter les incidents qui ont alors failli faire échouer le traquenard, celui-ci obtient qu'une condamnation soit prononcée par les évêques, réunis à huis clos pour un banquet, dans la nuit du dimanche 25, veille du jour prévu. Ses adversaires affirmeront que c'est à force de vin que la condamnation a été obtenue. L'argument de la sentence est la sauvegarde de la tradition. Le lendemain, l'accusateur Bernard de Clairvaux prend la parole pour exiger sans débat la repentance d'Abélard. En assurant celui-ci du contraire, il insinue la menace du bûcher, supplice inauguré un siècle plus tôt. Abélard, qui est assisté par Arnaud de Brescia, a cette fois l'intelligence de ne pas argumenter. Il déclare qu'il conteste la procédure et veut faire appel. Profitant de la faveur de la foule, il s'échappe et évite un second autodafé.
Clivant un peu plus l'Église comme le redoutait l'évêque de Chartres Geoffroy de Lèves et comme il arrivera lors des attaques contre Thomas d'Aquin et lors de la condamnation de Galilée, le scandale est proportionnel à la notoriété de l'accusé, immense. Le parti de la sauvegarde des traditions s'est insurgé contre celui du progrès de la raison dans la Foi. Le condamné décide de passer par Héloïse pour protester publiquement de sa bonne foi. En avril 1141, sous la forme d'une lettre adressée à l'abbesse du Paraclet, il écrit pour sa défense une profession de foi, en vain. Un rescrit signé du pape Innocent II, simple formalité de la Curie, confirme cette seconde condamnation d'Abélard le 18 juillet 1141.

#### Mort (1141–1142)
En se rendant à Rome pour faire appel de sa seconde condamnation, Abélard fait étape au prieuré Saint-Marcel, une ancienne abbaye située dans les environs de Chalon-sur-Saône. Malade et fatigué, il y prolonge son séjour jusqu'à ce que Pierre le Vénérable, supérieur de Cluny, lui offre l'hospitalité au siège de l'ordre. Pierre le Vénérable y organise une rencontre de réconciliation avec Bernard de Clairvaux. Abélard, vieillard diminué, est traité avec les plus grands égards, mais il souffre d'un certain diogénisme, caractéristique de l'avancement dans la sénilité. Il lui arrive, entre de longues périodes de silence, de s'enflammer de nouveau et de montrer la puissance d'un génie qui semble alors intact.
Abélard retourne au prieuré Saint-Marcel soigner ce qui est décrit comme une psore. C'est là qu'âgé de soixante-deux ou soixante-trois ans, il meurt le 21 avril 1142. Ses frères lui dressent dans l'abbatiale un tombeau monumental.

## Célébration

### Culte au Paraclet (1144–1791)
À la demande d'Héloïse, Pierre le Vénérable, qui admire celle-ci depuis son adolescence, autorise le transfert du corps de son époux au Paraclet. Il dirige lui-même l'équipée qui dérobe à sa propre filiale, une nuit aux alentours de la Toussaint 1144, la relique jalousée et la dépose au Paraclet le 10 novembre. Le 16 novembre, revenu à Cluny, il accorde de son autorité nullius diœcesis une indulgence plénière à celui dont l'hérésie est restée jusqu'alors pendante et obtient de l'abbesse que le Paraclet intègre l'ordre clunisien, affiliation qui ne sera actée par la Curie qu'en 1198 sous le pontificat d'Innocent III.
Héloïse a fait dresser un tombeau, non pas dans le cimetière de son abbaye comme le défunt l'avait demandé, mais dans une chapelle annexe, le Petit Moustier. Elle y organise un véritable culte, célébré une fois l'an pour l'anniversaire de la mort de son mari, date qui coïncide avec la fête mobile de Pâques. La cérémonie est agrémentée d'une oraison, la Nénie d'Abélard, dont la musique, perdue, était, d'après la composition du texte, en forme de dialogues. Le scénario la rapproche du drame liturgique avec musique. La veille, une procession rassemblant les villageois de Saint-Aubin, Fontaine-Mâcon et Avant-lès-Marcilly, venus s'acquitter de la dîme, exhibe la « croix du Maître ».
À son décès, le 16 mai 1164, Héloïse est enterrée, dernier signe de soumission, sous le corps de son mari. La légende rapporte qu'à l'ouverture du cercueil, les bras du cadavre se déplièrent. Le rituel de Pâques sera interrompu par les nombreuses destructions que le Paraclet, plusieurs fois déserté, aura à souffrir mais le souvenir de la Nénie sera transmis, vraisemblablement par des émigrés. La population, reconnaissante aux sœurs, maintiendra la procession, semble-t-il jusqu'à l'aliénation de l'abbaye prononcée le 30 mars 1792 par l'Assemblée législative.

### Tombeau romantique (1792–1817)

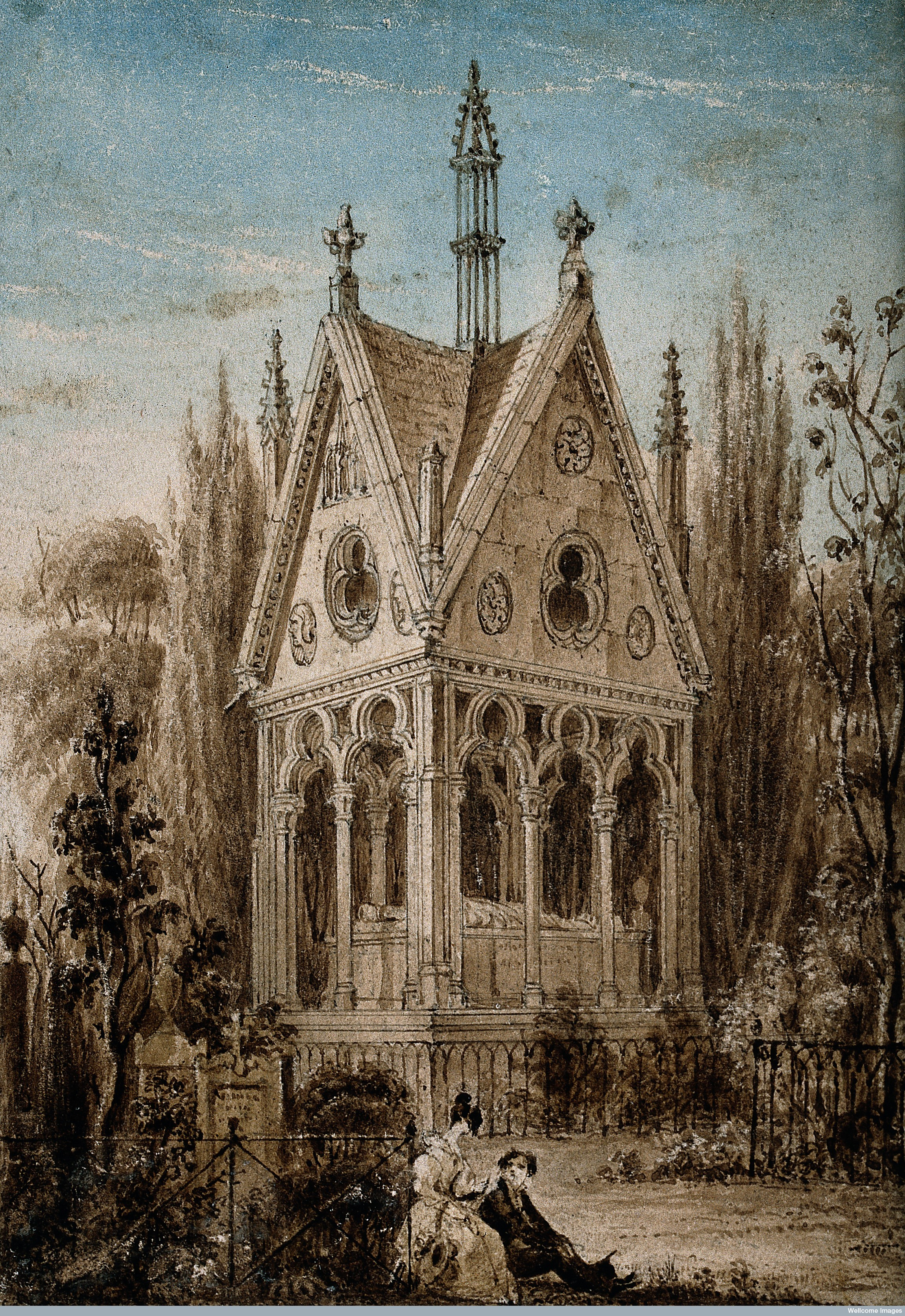
Le tombeau d'Abélard et Héloïse en 1831, vingt-quatre ans après son transfert au cimetière de l'Est de Paris, dans un cadre alors des plus romantiques apprécié par la jeunesse.

Le 9 octobre 1792, les dernières religieuses âgées du Paraclet ayant été expulsées, les reliques sont retirées solennellement pour être exposées à Nogent-sur-Seine. Elles deviennent l'objet d'une dévotion dans les cercles romantiques. Alexandre Lenoir, qui a obtenu l'autorisation de transférer les restes à Paris, en 1800, en fait de nombreux cadeaux aux adorateurs du couple.
Il dresse dans la cour des Petits-Augustins un mausolée dessiné par ses soins à partir des éléments du tombeau de Saint-Marcel et de pièces éparses restant de différents monuments gothiques ou renaissants. L'inauguration, le 27 avril 1807, donne lieu à un défilé incessant et mondain. La mode, exacerbée par le roman Les Souffrances du jeune Werther, est à la passion impossible et au suicide.
Une ordonnance du 18 décembre 1816, au tout début de la Restauration, affecte l'ancien couvent des Petits-Augustins à une nouvelle École des beaux-arts. Le site doit être libéré d'un monument qui évoque le libertinage dans l'Église et a tant plu à l'impératrice Joséphine de Beauharnais s'y promenant au cours d'une retraite aux flambeaux. Dans le but de promouvoir le cimetière de l'Est et inciter les Parisiens à acquérir des concessions, la ville de Paris décide d'orner ce nouveau lieu de sépulture avec le mausolée des amants réunis au-delà de la mort. Il est transféré près de l'entrée ouest entre le 16 juin et le 8 novembre 1817.

### Redécouverte (1818–2014)

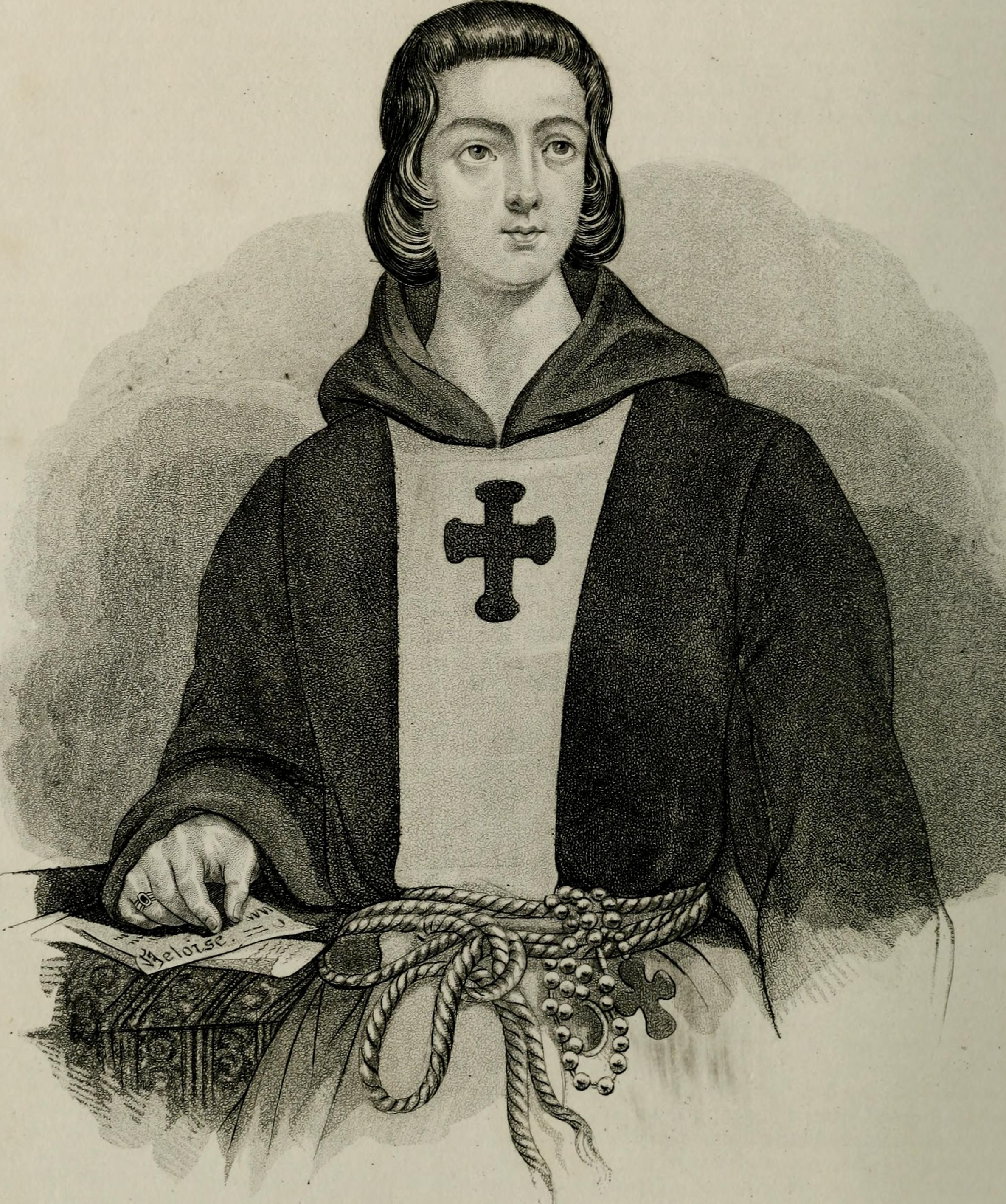
Portrait imaginaire d'Abélard présenté comme authentique en 1836 dans un journal de mode à un public avide de légendes.

La vie de Pierre Abélard est connue grâce à sa correspondance : Lettres d'Abélard et d'Héloïse. Celle-ci comprend d'abord une longue lettre adressée à un ami inconnu (qui n'est peut-être qu'un personnage imaginaire), dans laquelle Abélard expose les malheurs et persécutions qu'il a subis, comme un exemple théologique démontrant que la providence divine vient au secours des pécheurs : l'Historia Calamitatum (« L'Histoire de mes Malheurs »). Recevant cette lettre au prieuré du Paraclet, où Abélard l'a installée après son expulsion d'Argenteuil, Héloïse lui reproche de ne pas lui avoir adressé de lettre de consolation et de direction religieuse. Leur célèbre échange de lettres se poursuit par un dialogue intellectuel – Abélard rédige en 1135–1139 une règle pour le Paraclet (qui n'est jamais mise en usage), répond aux questions exégétiques d'Héloïse (les Problemata Heloissae) et lui dédie d'autres œuvres.

#### Problème d'authenticité
À plusieurs reprises, depuis deux siècles, l'authenticité de cette correspondance est contestée, jusqu'à proposer que le texte latin ait été rédigé par son traducteur français, Jean de Meung. L'authenticité des lettres est aujourd'hui admise presque unanimement par la communauté des historiens. Récemment, il a été démontré que le plus ancien manuscrit survivant a été produit à Paris dans les années qui suivent 1237, probablement par Guillaume d'Auvergne, à partir d'une partie des manuscrits, qui montrent une grande unité de composition et un style d'un siècle antérieur, conservés par Héloïse.

## Philosophie

### Conceptualisme

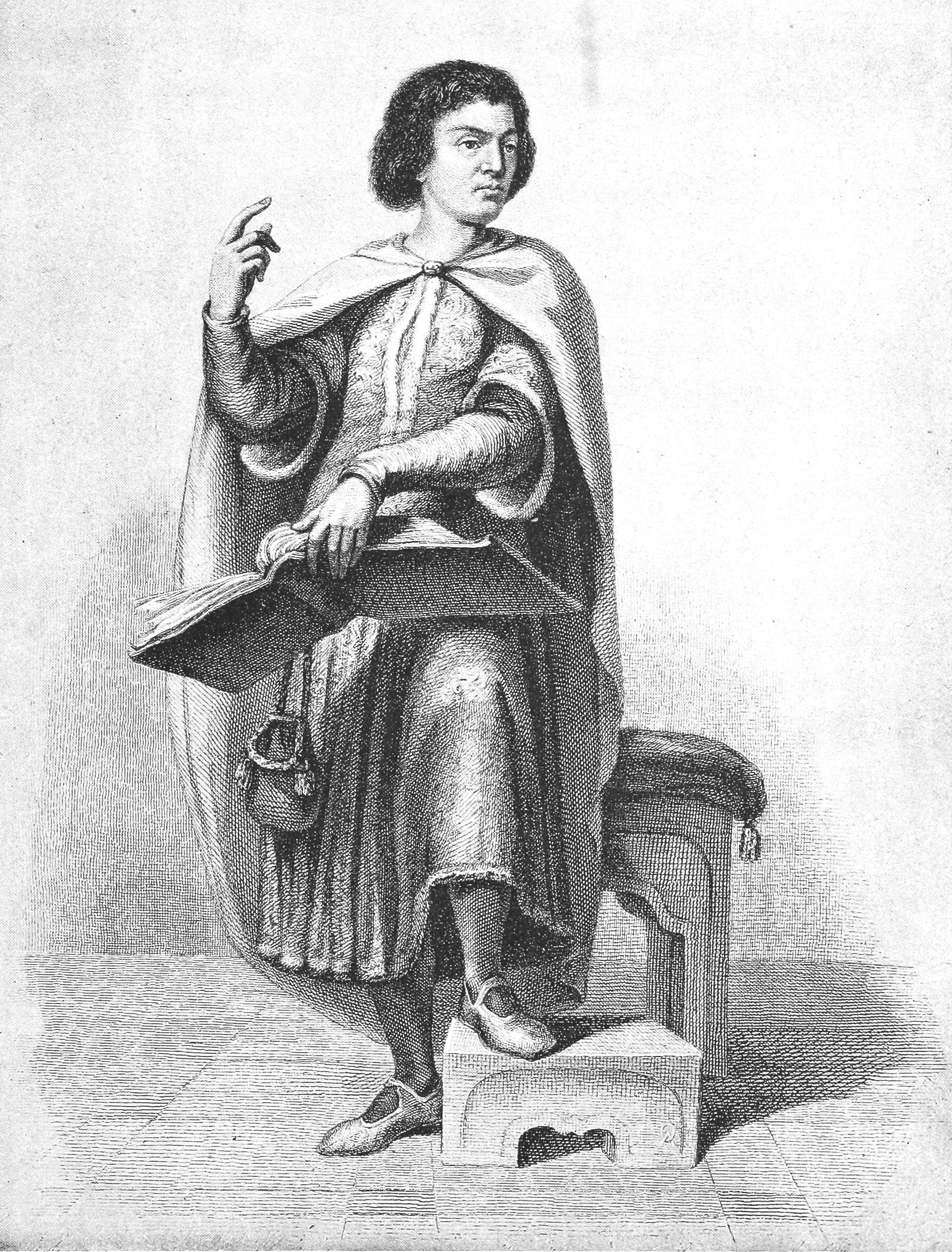
Abélard docte enseignant (gravure du XIX).

Pierre Abélard est un spécialiste du langage. Chez lui, la dialectique s'apparente à la logique. En un certain sens, Abélard est le plus grand défenseur du nominalisme au Moyen Âge. Il s'attaque au réalisme des universaux enseigné par Guillaume de Champeaux et au nominalisme de Roscelin de Compiègne. Il réussit à dépasser les contradictions de ces deux doctrines dans un système : le conceptualisme (ou théorie non-réaliste du « statut »). Essayant de sortir de l'opposition entre vox (voix) et res (chose), il remplace la voix par le mot nomen (nom). Les mots sont conventionnels, mais ils ont une valeur significative pour la pensée. Ce sont des termes qui, par fonction, ont le pouvoir d'être attribués à plusieurs. C'est le langage qui est créateur de termes universels. Ce qui correspond, dans la réalité, aux universaux, c'est une chose à l'individualité irréductible. L'universel est donc une appellation conventionnelle. L'esprit opère sur l'individuel un travail d'abstraction qui le dépouille de ses particularités, pour ne considérer que les éléments communs. Les universaux ont donc un fondement objectif dans la réalité.
Comme ce n'est pas une essence ou une nature commune qui est à l'origine des universaux, mais un « statut », cette notion abélardienne donne lieu, au fil du temps, à deux interprétations dont aucune ne fait encore l'unanimité de nos jours. La première dit que le statut est pour ainsi dire une « manière d'être » ; ainsi, deux hommes auraient le même « statut » d'homme car ils partagent tous deux la même cause d'attribution du nom « homme », cause qui ne doit pas être considérée comme un être réel subsistant dans ceux-ci, comme c'est le cas dans le réalisme. La deuxième considère qu'Abélard entend, par « statut », uniquement un être de raison, fruit d'une activité abstractive de l'esprit extrayant et combinant en une notion générale les propriétés identiques présentes chez les différents membres d'une espèce.
Abélard demeure, malgré sa position proche du nominalisme, tributaire de la théorie néo-platonicienne des idées divines. Ainsi, dans sa théorie, un homme particulier appartient à l'espèce « homme », car il tire son origine de l'idée d'homme qui réside dans la pensée divine. Il est possible à l'homme de parvenir à une certaine connaissance de cette idée, mais cette connaissance ne peut être que confuse étant donné les limites du processus d'abstraction et celles de la raison humaine elle-même. Aujourd'hui encore, la solution d'Abélard semble avoir le mérite d'être, à la fois, naturelle et dénuée de dogmatisme.
Selon certains interprètes de son œuvre, Abélard aurait défendu une telle position au sujet des universaux à cause du problème du mal : celui-ci aurait pensé qu'adopter la théorie réaliste reviendrait à donner au mal une existence réelle, contredisant ainsi la théorie commune tenue depuis saint Augustin d'Hippone, disant que le mal n'est qu'une privatio boni (privation d'un bien).

### Intention, fondement du droit et de la morale

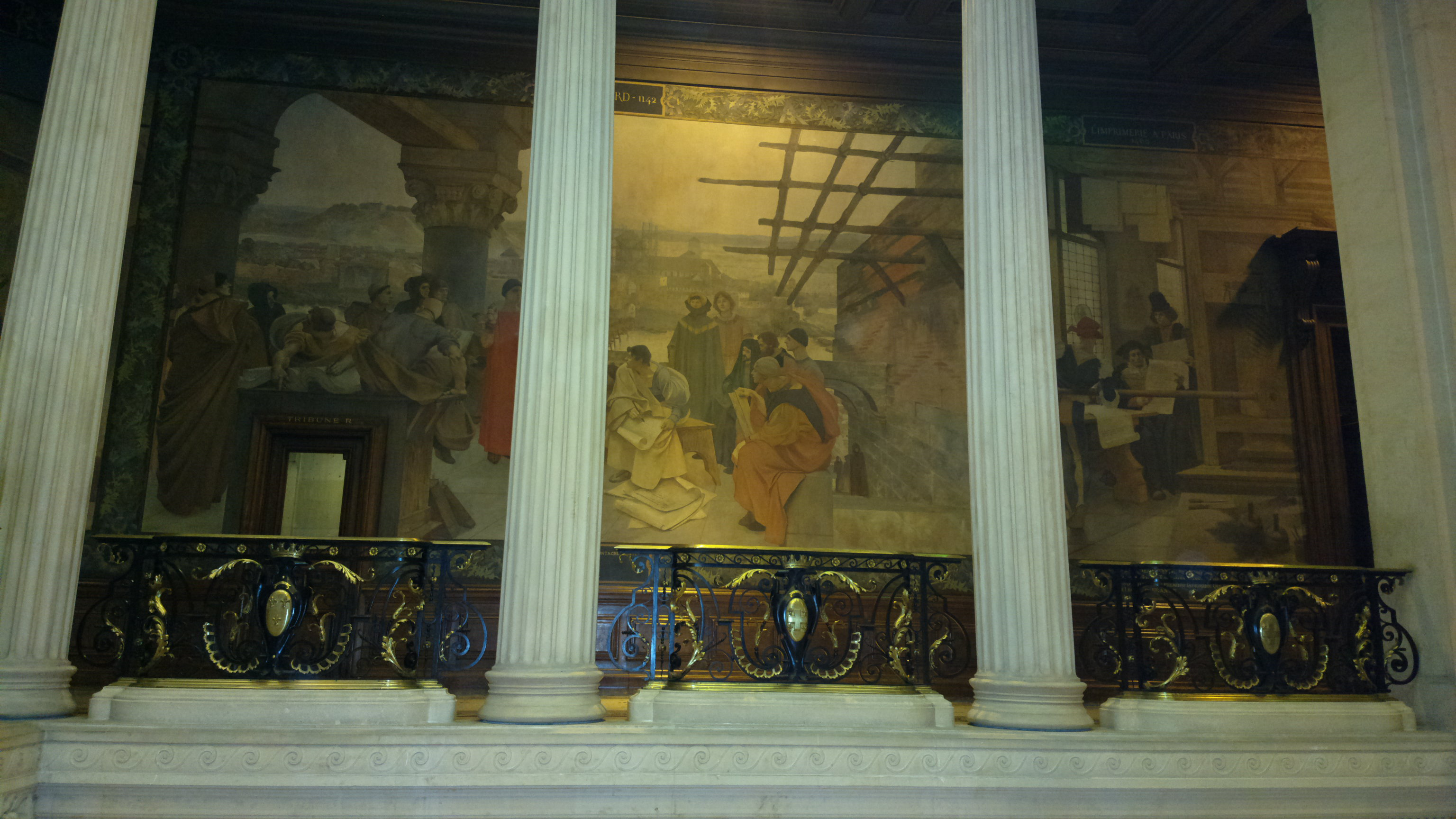
François Flameng, Abélard et son école sur la montagne Sainte-Geneviève (1889), fresque, Paris, grand escalier du péristyle de la Sorbonne. La condamnation du 26 mai 1140 plonge dans un certain oubli la pensée d'Abélard, réhabilitée seulement en 1836 par Victor Cousin.

Avant René Descartes, Abélard pratique le doute méthodique : « En doutant, nous nous mettons en recherche, et en cherchant nous trouvons la vérité. »
La philosophie d'Abélard ne se limite pas à sa théorie des universaux. Nous lui devons également, en plus de nombreuses œuvres de logique, un traité intitulé Scito te ipsum (« Connais-toi toi-même ») (vers 1139), où celui-ci élabore une théorie morale fondée sur l'intention. « Car, non ce qui se fait, mais dans quel esprit cela se fait, voilà ce que pèse Dieu. » Cette idée, il la doit à Héloïse : « La culpabilité n'est pas dans l'acte mais dans la disposition d'esprit. La justice pèse, non les actes, mais les intentions. Or mes intentions à ton égard, tu es le seul qui peut en juger, puisque tu es le seul à les avoir mises à l'épreuve. »
Ce principe fondamental est aujourd'hui transcrit en droit, par exemple en France, « il n'y a point de crime ou de délit sans intention de le commettre », en particulier dans certains meurtres passionnels.

### Exégèse et opinion personnelle
Également, avec le Sic et non (Oui et Non, 1122), recueil de citations extraites des Pères de l'Église, Abélard cherche à résoudre les oppositions sur des questions où ceux-ci font des affirmations s'opposant entre elles. L'ouvrage, dont on ne connaît que deux manuscrits, a été publié pour la première en 1836 par le philosophe spiritualiste, Victor Cousin. Abélard veut provoquer l'intérêt de ses étudiants et favoriser l'exercice de la réflexion. Abélard propose ainsi une nouvelle forme de dialectique, science du langage qui doit étudier le sens des mots, un même mot pouvant avoir plusieurs sens. Il contribue ainsi au développement de la scolastique.
Selon la méthode dialectique aristotélicienne, il pose au lecteur des apories, l'incitant à chercher par soi-même, c'est-à-dire par le Saint-Esprit, la vérité au-delà du texte apparent et à se résoudre à une opinion personnelle face aux limites du connaissable. C'est que le Dogme ne se confond pas avec le Mystère, c'est-à-dire une part d'inconnu, auquel Abélard, loin d'un rationalisme caricatural auquel le réduisent ses détracteurs contemporains, réserve toute sa place, comme le théorisera Pierre Duhem. Pour Abélard, une foi sincère ne se heurte pas à la raison. Au contraire, la raison conduit d'une part à la compréhension du Dogme et d'autre part à la reconnaissance d'un inconnaissable, voire à un mysticisme tel que le professera Érasme.
La dialectique à laquelle Sic et non initie le laïc, offre à celui-ci des arguments opposables à l'autorité de ceux des prêtres qui ont été mal formés. « Répliquer par une vérité fondée en raison se montre plus solide que de faire étalage de son autorité,. » Ce n'est pas sans conséquence éthique. Le salut et le péché deviennent affaire moins de se conformer à la morale du temps que de comprendre personnellement son erreur et de rechercher intérieurement la vérité.
En ce XIIe siècle, où les civilisations entrent en contact, Abélard est aussi un précurseur du dialogue interculturel. Il écrit le Dialogue entre un philosophe, un juif et un chrétien (1142), qui reste inachevé, et insiste sur les origines juives de l'Église et de ses rites.

## Théologie

### Paraclet ou Sainte Trinité

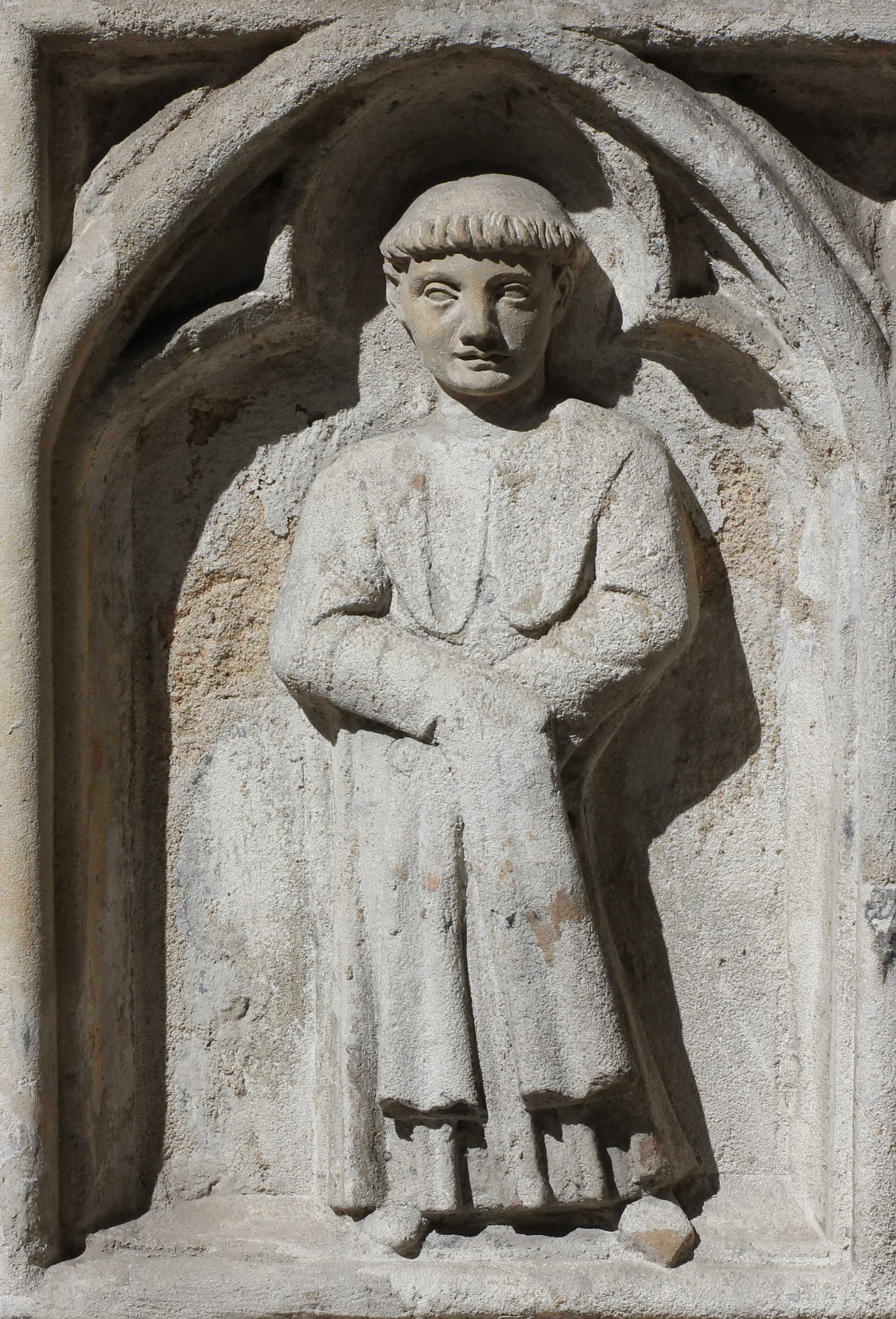
Haut relief gothique choisi en 1807 par Alexandre Lenoir pour évoquer le fondateur du Paraclet. Provient peut-être de l'ancien tombeau de Saint-Marcel-lès-Chalon, Paris, cimetière du Père-Lachaise.

La pensée d'Abélard demeure l'un des principaux points de repère dans l'histoire de l'introduction de la méthode dialectique dans la théologie qui allait culminer avec la scolastique un siècle plus tard. En théologie, sa doctrine est fondée sur une position selon laquelle il serait impossible d'arriver à la connaissance du monde sans répudier le réalisme des choses. Ses nombreuses innovations dans le domaine de la foi, en particulier celles trouvées dans son traité Theologia Summi Boni (1120), où il utilise la dialectique pour traiter d'une manière systématique du dogme de la Trinité, provoquèrent les foudres de Bernard de Clairvaux. Entre autres, sa manière de rapporter les termes « Puissance », « Sagesse » et « Bonté » aux trois personnes de la Trinité (Père/Fils/Saint-Esprit).

« Le Christ, notre Seigneur, qui est la Sagesse incarnée, a soigneusement distingué la perfection du Bien Suprême, qui est Dieu, en le décrivant par trois noms... Il a appelé la substance divine « le Père », « le Fils », et le « Saint-Esprit » pour trois causes. Il l'a appelée « le Père », en accord avec cette puissance unique de Sa majesté qu'est l'omnipotence... La même substance divine est aussi « le Fils », en accord avec la distinction de Sa sagesse... Il a pareillement appelé cette substance « le Saint-Esprit », en accord avec la grâce de Sa bonté... Voilà donc comment Dieu est trois personnes, c'est-à-dire « le Père », « le Fils » et « le Saint-Esprit ». Ainsi donc nous pouvons dire que la substance divine est puissante, sage et bonne ; en vérité, elle est la puissance même, la sagesse même et la bonté même. »

— Pierre Abélard, Theologia Summi Boni. Tractatus de unitate et trinitate divina
Cela amena certains à l'accuser de trithéisme (cette accusation avait déjà été formulée contre son maître Roscelin de Compiègne) ; d'autres, par après, se mirent au contraire à penser qu'Abélard niait en fait la réalité des personnes divines en ramenant leurs noms à des attributs du divin hypostasiés (voir modalisme). Des spécialistes modernes (Jean Jolivet) ont depuis nié qu'Abélard ait pu défendre de telles opinions.

### Témoignage personnel de la présence du Paraclet
Une autre position théologique que l'on attribue communément à Abélard est la théorie selon laquelle l'incarnation et la mort du Christ n'auraient servi qu'à donner aux hommes un exemple moral à suivre. L'incarnation a sens et efficacité en prêchant par l'exemple la loi d'amour. Cette thèse, qui va à l'encontre des positions orthodoxes sur le sujet, et fut condamnée au concile de Sens en 1140, a refait surface au XIXe siècle avec le développement du libéralisme théologique, trouvant en la personne du théologien protestant Friedrich Schleiermacher l'un de ses principaux représentants.

### Réforme de l'Église
Abélard s'est aussi indigné du manque de religiosité de certains moines qui passaient selon lui trop de temps à la chasse et pas assez à se recueillir dans la prière ; quand il se réfugie en Bretagne dans l'évêché de Vannes, dans l'abbaye de Saint-Gildas de Ruys (« une terre barbare, une langue inconnue, une population brutale et sauvage »), il évoque chez les moines « des habitudes de vie notoirement rebelles à tout frein » […] « Les moines m'obsédaient pour leurs besoins journaliers, car la communauté ne possédait rien que je pusse distribuer, et chacun prenait sur son propre patrimoine pour se soutenir lui et sa concubine, et ses fils et ses filles. Non contents de me tourmenter, ils volaient et emportaient tout ce qu'ils pouvaient prendre, pour me créer des embarras, et me forcer, soit à relâcher les règles de la discipline, soit à me retirer. Toute la horde de la contrée étant également sans lois ni frein, il n'était personne dont je puisse réclamer l'aide » ; « Les portes de l'abbaye n'étaient ornées que de pieds de biche, d'ours, de sanglier, trophées sanglants de leur chasse. Les moines ne se réveillaient qu'au son du cor et des chiens de meute aboyant. Les habitants étaient cruels et sans freins. »
De même, il fustige un rituel ostentatoire, un clergé inculte, l'enrichissement des évêques. Il prône une sincérité fondée sur la compréhension des textes et de leur signification. Fidèle au τὸ μέσον / tò méson, le juste milieu aristotélicien, il préconise la modération et une simplicité naturelle qui ne tourne pas à une ascèse excessive ou une outrancière mendicité.

## Musique

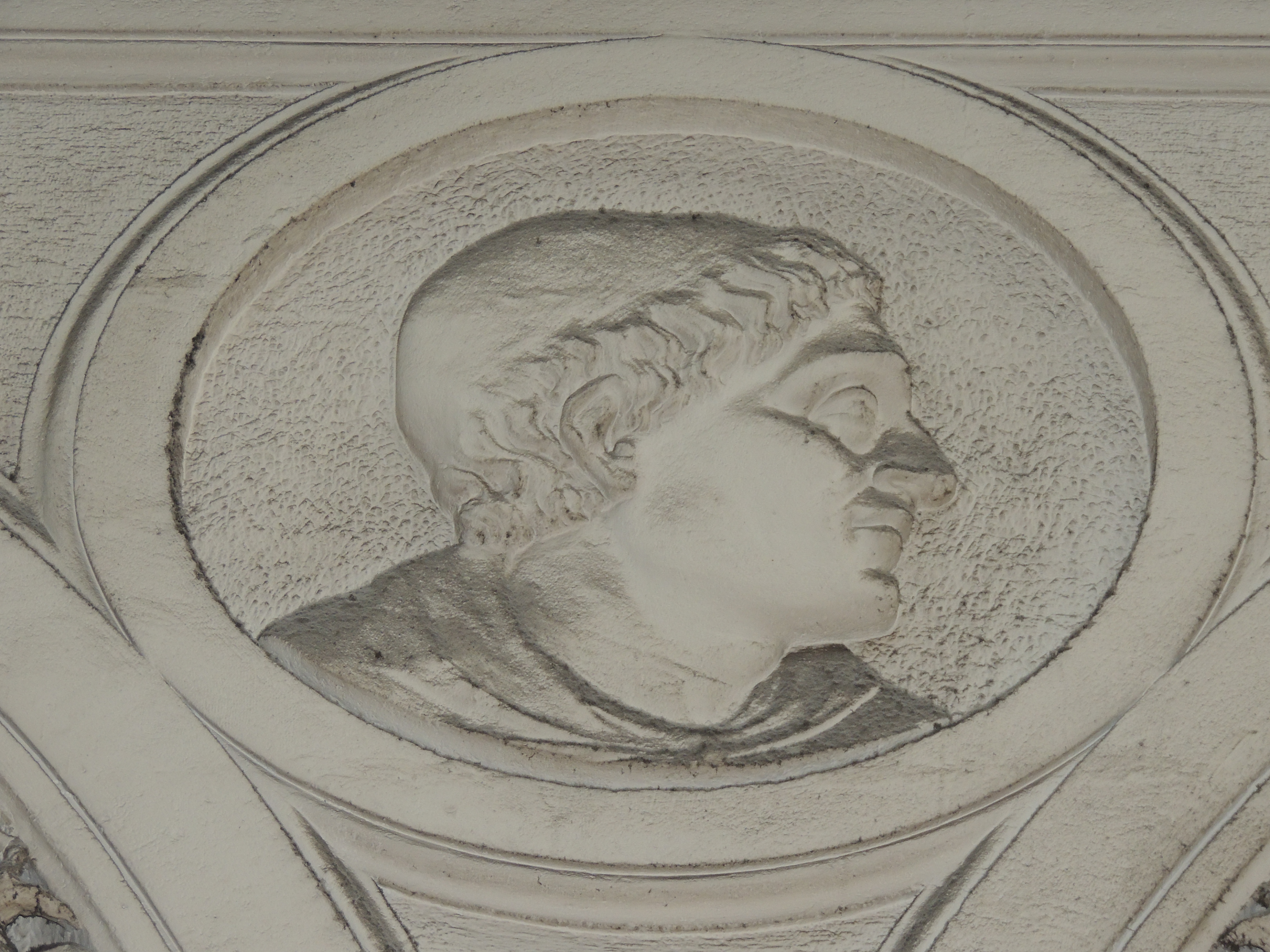
Guillaume Grootaërs, Abélard (1843), Nantes, haut de la galerie Santeuil.

Abélard est aussi un compositeur savant doublé d'un chansonnier populaire. Les chansons d'amour composées pour Héloïse, si l'on en croit les lettres de celle-ci, figurent parmi les succès à la mode de son temps, les ménétriers assurant une diffusion rapide à un large public aristocratique et populaire. L'ensemble est perdu.
Deux manuscrits retrouvés à Bruxelles et Chaumont (Haute-Marne), le dernier ne datant que de la fin du XVe siècle, font connaître en revanche les nombreux hymnes et planctus (chants de lamentation) qu'il compose pour les moniales du Paraclet. Il s'agit là d'un cas assez exceptionnel, l'anonymat étant la règle en matière de musique médiévale. On connait ainsi 6 planctus notés en neumes.

## Œuvres d'Abélard

### Correspondance
- Epistolae Duorum amantium, 1115, édition Ewald Könsgen, Leiden, Brill, 1974. Traduction Sylvain Piron : Lettres des deux amants, attribuées à Héloïse et Abélard, Paris, Gallimard, 2005. Premières lettres (authentiques ?) entre Abélard et Héloïse.
- Historia calamitatum. Epistola I) (« Histoire de mes malheurs - Lettre I », vers 1132) : édition Jacques Monfrin, Paris, Vrin, 1974. Traduction Yves Ferroul : Héloïse et Abélard - Lettres et vies, Garnier-Flammarion, 1996, p. 39-92 (Lettre I : À un ami - Histoire de mes malheurs)[35].
- Epistolae I-VIII et Règle pour le Paraclet (1135–1139) : Lettres d'Abélard et Héloïse, édition Éric Hicks, trad. Éric Hicks, Th. Moreau, Paris, Le Livre de poche, 2007. Traduction Yves Ferroul : Héloïse et Abélard - Lettres et vies, Garnier-Flammarion, 1996, p. 39-152 (lettres I : Histoire de mes malheurs, II : Première lettre d'Héloïse à Abélard, III : Réponse d'Abélard à Héloïse, IV : Réponse d'Héloïse au même Abélard, V : Seconde réponse d'Abélard à Héloïse).
- Epistolae IX-XIV : édition Renno Smits, Peter Abelard - Letters IX-XIV - An Edition with an Introduction, Groningen : Bouma, 1983.

### Poésie
- L'Hymnaire du Paraclet, Franz Dolveck (éd.) et Pascale Bourgain (trad.), Brepols, 2022
- Lamentations, traduction de Paul Zumthor, note musicologique de Gérard Le Vot, Paris, Actes Sud, 1992[68].
- Chrysogonus Waddell, « Epithalamica : An Easter Sequence by Peter Abelard », dans Musical Quarterly, no 72-2, 1986, p. 239-271.
- Planctus, Consolatoria, Confessio fidei (« Plainte », 1121–1140 ?), édition Massimo Sannelli, La Finestra éditrice, Lavis 2013  (ISBN 978-8895925-47-9).

### Hymnaire
- Guido Maria Dreves (de), Hymnarius Paraclitensis, Paris, 1891.

### Cours de Logica vetus
- Dialectica (de) (« Dialectique », 1115–1116 selon C. Mews, 1240 selon N. Kretzmann), édition L. M. De Rijk, Petrus Abaelardus : Dialectica, Assen, Van Gorcum, 1970 (2e édition) - Somme sur la logique, auteurs (Aristote, Porphyre de Tyr, Boèce) et thèmes : 1) catégories, 2) propositions catégoriques et syllogismes, 3) règles d'inférence, 4) propositions hypothétiques et syllogismes, 5) division et définition.
- Glossulae I : (« Gloses ») ou (Introductiones dialecticae - Introductiones parvulorum) : Gloses littérales sur Porphyre, Aristote et Boèce (1102–1104 selon C. Mews).
  - 1) Editio super Porphyrium (sur l'Isagoge de Porphyre) : édition Mario Dal Pra (manuscrit de Paris), Scritti di logica, Florence, La Nuova Italia, 1969, p. 3-42 ; nouvelle édition Yukio Iwakuma (manuscrit de Munich), « Vocales or Early Nominalists », Traditio, 47, 1992, p. 74-100.
  - 2) Glossae in Categorias (Gloses sur les Catégories d'Aristote, vers 1105–1108 selon J. Marenbon) : édition M. Dal Pra, Scritti di logica, Florence, 1969, p. 43-68. Logique selon la méthode de Roscelin ?
  - 3) Editio super Aristotelem de Interpretatione (sur le De l'interprétation d'Aristote) : édition M. Dal Pra, Scritti di logica, Florence, 1969, p. 69-154.
  - 4) De divisionibus (Gloses sur le De divisione de Boèce : édition M. Dal Pra, Scritti di logica, p. 155-204.
- Glossulae II : Logica - Ingredientibus' (« Logique - Pour débutants », 1117–1121, ou vers 1130) ou Gloses de Milan. Trad. partielle en anglais : Peter Overton King, Peter Abailard and the Problem of Universals in the Twelfth Century, Princeton University, 1982, vol. II.
  - 1) Glossae super Porphyrium (sur l'Isagoge de Porphyre de Tyr) : édition Bernhard Geyer, Peter Abaelards Philosophische Schriften, « Commentary on Porphyry's Isagoge », dans Beiträge zur Geschichte der Philosophie und Theologie des Mittelalters, 21, 1, Aschendorff : Munster, 1919, p. 1-109 ; trad. anglaise Paul V. Spade, Five Texts on the Mediaeval Problem of Universals, Indianapolis, Hackett Publishing, 1994, p. 26-56 . Thèse selon laquelle les universaux sont des mots (voces) ou des noms (nomina) (nominalisme).
  - 2) Glossae super Predicamenta Aristotelis (sur les Catégories d'Aristote) : édition Bernhard Geyer dans Beiträge zur Geschichte der Philosophie und Theologie des Mittelalters, 21,2, Aschendorff: Munster 1921, p. 111-305.
  - 3) Glossae super Peri hermeneias (sur De l'interprétation d'Aristote) : édition Klaus Jacobi et Christian Strub, dans coll. « Corpus christianorum continuatio medievalis » (CCCM), Turnhout (Belgique), Brepols, 2010 ; édition L. Minio-Paluello, Abaelardiana inedita, Rome, 1958, p. 3-108. Trad. partielle en anglais : Arens Hans, Aristotle's Theory of Language and Its Tradition, Amsterdam, Benjamins, 1984, p. 231-302. Sur la prédication (chap. 3), les futurs contingents (chap. 9), la logique modale (chap. 12-14).
  - 7) Super Topica glossae (sur le De topicis differentiis (Différences topiques) de Boèce) : édition Mario Dal Pra, Scritti di logica, Florence, 1969, p. 205-330 ; Karin Fredborg, Abelard on Rhetoric, dans C. Mews et al., Rhetoric and Renewal in Latin West 1100–1540, Turnhout, Brepols, p. 55-61. Théorie logique de Pierre Abélard.
- Glossulae III : Logica - Nostrorum Petitioni sociorum (« Logique - À la demande des nôtres », 1121–1125 ou 1122–1125) ou Gloses de Lunel. Trad. partielle en anglais : Peter Overton King, Peter Abailard and the Problem of Universals in the Twelfth Century, Princeton University, 1982, vol. II.
  - 1) Glossulae super Porphyrium (Commentaire sur l'Isagoge de Porphyre de Tyr), édition Bernhard Geyer, Peter Abaelards Philosophische Schriften, « Commentary on Porphyry's Isagoge », dans Beiträge zur Geschichte der Philosophie und Theologie des Mittelalters, 21, 4, Aschendorff, Munster, 1933, p. 505-588.
  - 2) Glossae super librum Porphyrii secundo vocalem (1120–1121) : édition Carmelo Ottaviano, Un opuscolo inedito di Abelardo ?, dans Testi medioevali inediti, Florence, L. S. Olschki, 1933, p. 106-207.
  - 3) Positio vocum sententiae (1118–1120) : édition par Yukio Iwakuna, « Vocales or early nominalists », dans Traditio, 47, 1992, p. 66-73. Distinction entre vox (émission de voix) et sermo (discours signifiant).

### Dialectique
- De intellectibus (« Des intellections », 1124), édition et traduction Patrick Morin, Traité des intellections, introduction, traduction (texte latin en vis-à-vis), notes et commentaire par Patrick Morin, Vrin, coll. « Sic et non » 1964, 174 pages  (ISBN 978-2-7116-1166-9).
- Sententiae secundum Magistrum Petrum (« Sentences selon maître Pierre », 1135–1139), édition Lorenzo Minio-Paluello, dans Twelfth-Century Logic : Texts and Studies, vol. 2 : Abaelardiana inedita, Roma, 1958, p. 109-122. « Sentences » logiques.
- De generibus et speciebus[69] (« Des genres et des espèces »), attribué à Abélard par Victor Cousin, est aujourd'hui considéré une œuvre du Pseudo-Joscelin.

### Philosophie éthique
- Soliloquium, Édition Charles Burnett, Studi medievali, 25, 1984, p. 857-894. Dialogue entre Pierre et Abélard.
- Carmen ad Astralabium (« Poème à Astrolabe », 1132–1139), édition Jose M. Rubingh-Bosscher, Groningue, 1987[70].
- Ethica sive Scito te ipsum (« Éthique, ou Connais-toi toi-même », vers 1139, ou vers 1125), édition Rainer M. Ilgner, Turnhout, Brepols, 2001, CCCM, 190). Traduction Maurice de Gandillac : Œuvres choisies d'Abélard (Logique, Éthique, Dialogue entre un philosophe, un juif et un chrétien), Aubier-Montaigne, 1945 ; rééd. Conférences (Dialogue d'un philosophe avec un juif et un chrétien). Connais-toi toi-même (Éthique), Éditions du Cerf, 1993, la moralité placée dans l'intention.

### Cours de théologie
- De unitate et trinitate divina, sive Theologia Summi Boni (« De l'unité et de la trinité divine, ou Théologie du Bien suprême », 1120), édition E. M. Buytaert et Constant J. Mews, Turnhout, Brepols, 1987, Corpus Christianorum. Continuatio Mediaevalis (CCCM), t. 13. Traduction J. Jolivet : De l'unité et de la trinité divines, Vrin, 2002. Première version de sa Theologia. Ouvrage condamné au concile de Soissons en 1121.
- Theologia Christiana (« Théologie chrétienne », 1124 ?), dans Petri Abaelardi Opera omnia, t. 2, 1849–1859, p. 357-565.  Édition E. M. Buytaert, Turnhout, Brepols, 1969 (CCCM, t. 12), 510 p. Deuxième version de sa Theologia. Trad. an. (incomplète) : J. R. McCallum : Abelard's Christian Theology, Oxford, Blackwell, 1948.
- Theologia Scholarium (« Théologie des élèves », ou Introductio ad Theologiam, « Introduction à la théologie », 1133–1137, avec corrections et ajouts en 1140), dans Petri Abaelardi Opera omnia, vol. 2, p. 1-149. Édition E. M. Buytaert et C. J. Mews, Turnhout, Brepols, 1987, CCCM, t. 13. Troisième version de sa Theologia. Ouvrage condamné au concile de Sens en 1140.
- Problemata Heloissae (1132–1135), Patrologia latina, vol. 178, c. 677–730.
- Sententiae Parisienses (« Sentences de Paris ») : édition A. Landgraff, Écrits théologiques de l'école d'Abélard, Louvain, 1934. « Sentences » théologiques.

### Critique exégétique
- Sic et non (« Oui et non », 1122), dans Petri Abaelardi Opera omnia, vol. 1, p. 1329-1683.  Édition Blanche Boyer et Richard McKeon, Chicago/London: University of Chicago Press, 1976. Encyclopédie doctrinale rassemblant des textes des Pères de l'Église[71].
- Commentaria In Epistolam Pauli ad Romanos (Commentaires sur l'épître aux Romains de saint Paul) (vers 1139), édition E. Buytaert, Turnhout, Brepols, 1969 (CCCM, 11). Trad? en an. partielle : E. R. Fairweather (éd.), A Scholastic Miscellany, Westminster John Knox Pr, 1995, p. 276-287.
- Dialogus inter Philosophum, Christianum et Iudaeum, sive Collationes (« Dialogue entre un philosophe, un chrétien et un juif, ou conférences », 1136–1139, 1125–1127 selon C. Mews), édition G. Orlandi, trad. J. Marenbon, Oxford, Clarendon Press, 2001. Traduction Maurice de Gandillac : Œuvres choisies d'Abélard (Logique, Éthique, Dialogue entre un philosophe, un juif et un chrétien), Aubier-Montaigne, 1945 ; rééd. Conférences (Dialogue d'un philosophe avec un juif et un chrétien). Connais-toi toi-même (Éthique), Éditions du Cerf, 1993. La raison contre l'autorité.

### Disputes théologiques

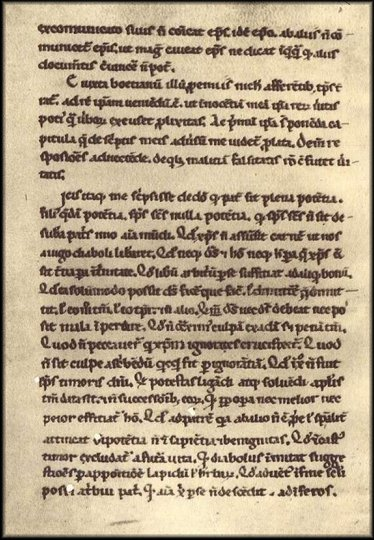
Copie manuscrite du XII de Contra Bernardum, Munich, Bayerische Staatsbibliothek.

- Apologia contra Bernardum (« Apologie contre Bernard de Clairvaux », 1139–1140) : édition Eligius M. Buytaert, Apologia contra Bernardum (Ne iuxta Boethianum), dans CCCM t. 12, 359-368 ; édition Raymond Klibansky, Epistola contra Bernardum, dans Medieval and Renaissance Studies, 5 (1961), p. 1–27. Première réponse aux accusations d'hérésie par saint Bernard.
- Confessio fidei Universis (« Profession de foi universelle »), édition Charles Burnett, Peter Abelard, Confessio fidei « universis » : a critical edition of Abelard's reply to accusations of heresy, dans Medieval Studies, 48 (1986), p. 111-138. Deuxième réponse à saint Bernard.
- Confessio fidei ad Heloisam (« Profession de foi à Héloïse », avril 1141), édition Charles Burnett, dans Mittellateinische Jahrbuch, 21 (1986), p. 147-155. Troisième réponse à saint Bernard[72].

### Règles liturgiques
- Hymnarius Paraclitensis, édition Joseph Szövérffy, Albany, 1975.
- Sermones - Epistola introductoria Abaelardi, Patrologia latina, 178, c. 379-610.
- Expositio Orationis Dominicae, édition Charles Burnett, Revue bénédictine, 95, 1985, 60-72.
- Expositio Symboli Apostolorum, Expositio Symboli Athanasii, Patrologia latina, 178, 617-632.
- Expositio in Hexaemeron (vers 1135), édition E. M. Buytaert, Antonianum, 43, 1968, p. 163-194.